# Дамаск
33°30′47″ пн. ш. 36°17′31″ сх. д. / 33.51306° пн. ш. 36.29194° сх. д.
Дама́ск (араб. دمشق) — столиця та друге за величиною місто Сирії, одна з 14 провінцій. Відоме в Сирії під назвами Аль-Шам (араб. الشام) та Місто Жасмину (араб. مدينة الياسمين). Дама́ск розташований на південному заході країни, поблизу ліванського кордону.
Одне з найстаріших міст світу. Вважається найстаршою з постійно населених столиць. Перші згадки — 2500 р. до н. е. Дамаск є головним культурним та релігійним центром Леванту.
Населення Дамаску становить приблизно 1 711 000 осіб (2009), а метрополії — 2 400 000 осіб. Місто розташоване біля східного підніжжя гірського пасма Антиліван, на річці Барада, за 80 кілометрів від південного узбережжя Середземного моря.
Постраждав під час громадянської війни, що розпочалася у 2012 році.

## Клімат
Клімат спекотний, посушливий (BSh за Кеппеном), але пом'якшується висотою міста, котра становить близько 700 метрів над рівнем моря. За рік випадає 220 мм опадів, переважно взимку. Зима в Дамаску помітно холодніша, ніж на більшості територій, що прилягають до Середземного моря, вночі часто бувають заморозки, рідко — невеликий мороз, іноді випадає сніг. Середня температура січня становить близько +7 °C. Літо в Дамаску — типове для міст середземноморського клімату: спекотне і посушливе, опадів практично не буває. Найтеплішим місяцем є серпень, середня температура якого становить +26 °C. Але нерідко денна температура перевищує +40 °C в тіні, доходячи до +45 °C.
| Клімат Дамаску          | Клімат Дамаску | Клімат Дамаску | Клімат Дамаску | Клімат Дамаску | Клімат Дамаску | Клімат Дамаску | Клімат Дамаску | Клімат Дамаску | Клімат Дамаску | Клімат Дамаску | Клімат Дамаску | Клімат Дамаску | Клімат Дамаску |
| Показник                | Січ.           | Лют.           | Бер.           | Квіт.          | Трав.          | Черв.          | Лип.           | Серп.          | Вер.           | Жовт.          | Лист.          | Груд.          | Рік            |
| Абсолютний максимум, °C | 21             | 30             | 28             | 35             | 38             | 39             | 42             | 45             | 39             | 34             | 30             | 21             | 45             |
| Середній максимум, °C   | 12             | 14             | 18             | 29             | 29             | 33             | 36             | 37             | 33             | 27             | 19             | 13             | 24,6           |
| Середній мінімум, °C    | 2              | 4              | 6              | 9              | 13             | 16             | 18             | 18             | 16             | 12             | 8              | 4              | 10,5           |
| Абсолютний мінімум, °C  | −6             | −5             | −2             | −1             | 7              | 9              | 13             | 13             | 10             | 6              | −2             | −5             | −6             |
| Норма опадів, мм        | 43             | 43             | 8              | 13             | 3              | 0              | 0              | 0              | 18             | 10             | 41             | 41             | 220            |
| ----------------------- | -------------- | -------------- | -------------- | -------------- | -------------- | -------------- | -------------- | -------------- | -------------- | -------------- | -------------- | -------------- | -------------- |
| Джерело: = BBC Weather  |                |                |                |                |                |                |                |                |                |                |                |                |                |

## Етимологія
Назва Дамаск вперше з'явилася в географічному списку Тутмоса III, як T-m-ś-q в 15-му столітті до нашої ери. В арабській мові місто має назву دمشق الشام (Дімаск аль-Шам), хоча мешканці Дамаску, Сирії та сусідніх арабських країн цю назву часто скорочують до просто Дімаск або Аль-Шам. Саме слово Аль-Шам є арабським терміном, що позначає північ та Сирію (Сирія, зокрема історична Велика Сирія, називається بلاد الشام (Білад Аль-Шам). Етимологія давнього слова «T-m-ś-q» є невизначеною, але часто вважається, що воно має семітське походження. Схожі слова знаходять в аккадській (Dimašqa), давньоєгипетській (T-ms-ḳw), арамейській (Dammaśq) та давньоєврейській мові (Dammeśeq, івр. דמשק). Аккадське написання слова знайшли в Амарнському архіві, що датується 14-им століттям до нашої ери. Пізніші арамейські написання назви часто мають у своєму складі інтрузивний реш (літера r), що, можливо, походить від кореню dr, що означає «житло». Українська назва міста «Дамаск» та латинська назва «Damascus», походить від грецького: Δαμασκός (Дамаскос), що, у свою чергу, походить від арамейського: דרמשק; «добре зрошене місце».

## Історія

### Перші поселення
Радіологічний аналіз вмісту вуглецю, проведений у Тель-Рамад (околиця Дамаска), свідчить про те, що ця місцевість почала заселятися близько 6300 року до н. е. Разом з тим є докази перших поселень у долині Барада, датовані 9000 роком до н. е., проте масштабне поселення в межах мурованих стін Дамаска з'явилося лише в другому тисячолітті до нашої ери.
З 1720 до 1570 року до н. е. Дамаск був частиною провінції Амурру в стародавньому царстві Гіксос. Деякі з перших записів стародавніх єгиптян, датованих 1350 роком до н. е., свідчать, що Дамаск тоді називався «Дімаску» й знаходився під правлінням царя Біряваза. Район Дамаска, як і вся Сирія, близько 1260 року до н. е. став ареною військових баталій між хеттами з півночі та єгиптянами з півдня. Ця війна закінчилась 1259 року до н. е. підписанням мирного договору між Хаттусілі та Рамзесом II, згідно з яким єгиптяни отримали повний контроль над районом Дамаска.
Прибуття близько 1200 року до н. е. в Сирію людей моря ознаменувало собою закінчення Бронзової доби в регіоні та призвело до подальшого розвитку військового озброєння. Попри те, що Дамаск знаходився на периферії найбільш заселених територій стародавньої Сирії, які зазнали найбільших змін, проте ці події дали значний вклад у розвиток Дамаска як нового впливового центру на межі переходу від Бронзової до Залізної доби. Дамаск згадується також у Книзі Буття 14:15 як місто, що існувало у час Війни Царів.

### Арамейський Дамаск
Певний час місто належало Ізраїльському царству. Після смерті Соломона царство ослабло, а Дамаск став центром потужної арамейської держави, яка не без успіху боролась як із сусідніми Юдейським та Ізраїльськими царствами, так і з самою Ассирією. Утім, цар Ассирії Тіглатпаласар III у 732 році до н.е. все-таки зумів захопити місто, після чого воно чотири століття перебувало під владою ассирійців, Нововавилонського царства, Персії.

### Античний Дамаск
У 333 році до н.е. місто завоював Александр Македонський і протягом наступних трьох століть воно відносилось до елліністичного світу. З 64 р. до н.е. Дамаск належав Риму. Уродженцем міста в цю епоху був грецький історик і філософ-перипатетик Ніколас Дамаскінос (Νικολαος Δαμασκινος). Уже в середині 1 століття н. е. після візиту апостола Павла в Дамаску з'явились перші християни. У 395 р. місто увійшло до складу Візантії.

### Ісламський Дамаск
З 661 по 762 Дамаск був столицею халіфату династії Омеядів, що розпростерлася від Інду до Піренеїв. Пізніше місто було під владою єгипетських династій, а в 1076 р. стало частиною держави турків-сельджуків.
Хрестоносці тричі (1125, 1129, 1148 років, останній раз під час Другого хрестового походу) безрезультатно намагалися захопити Дамаск. Якийсь час місто платило данину хрестоносцям за «протекцію». Послаблення Дамаска в час правління Муїр ад-Діна дало змогу Нур ад-Діну Зенґіду 1154 року заволодіти містом та долучити його до Сирії (на той час провінції в імперії Сельджуків).
У 1260 владу в Дамаску захопили єгипетські мамлюки. Період їхнього правління ознаменувався розквітом мистецтва і ремесел. У Європу експортувалася дамаська сталь і дамаське скло.
1300 року Дамаск пограбували монголи. Вони влаштували таку різанину, що, за свідченням арабського історика аль-Макрізі, «вулицями рікою текла кров». У 1400-му Тамерлан зруйнував місто. Найкращих зброярів і ремісників забрали в рабство до Самарканда. Коли 1516 року Дамаск займали війська османського султана Селіма, місто все ще лежало наполовину в руїнах.
В Османській імперії Дамаск був одним з провінційних центрів, відомих тільки як транзитний пункт для пілігримів, що вирушали на хадж у Мекку.
У 1833 р. Мехмед-Алі заволодів Сирією, підкоривши собі тимчасово і Дамаск, але європейські союзники султана повернули його разом із Сирією Османській імперії (1840). З 9 по 16 липня 1860 р. Дамаск був свідком жахливої різанини християн друзами.
Османське панування в Дамаску тривало з 1516 до 1918 р. 1920 року місто було зайняте французами. Дамаск став столицею незалежної Сирії в 1941 році.

### Громадянська війна
У 2012 році розпочалася громадянська війна, що спричинила значні руйнування і відтік населення.

## Освіта

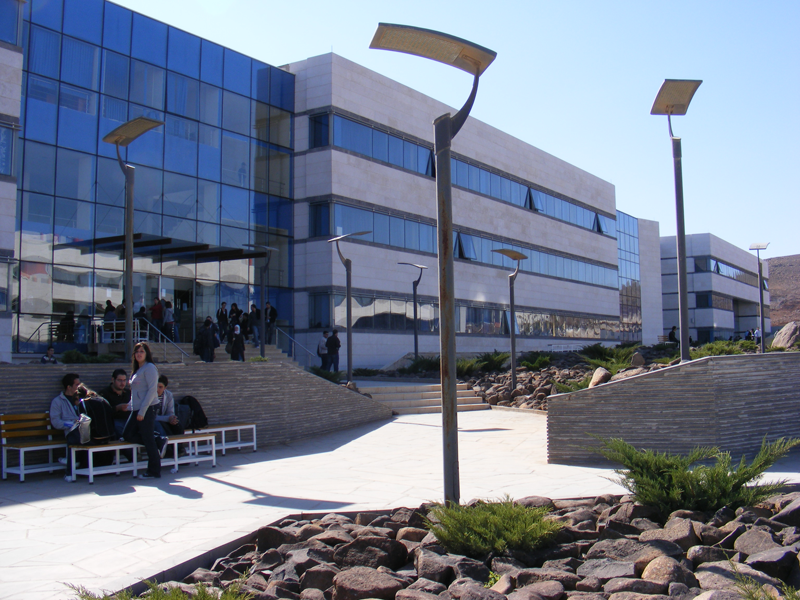
Кампус Арабського міжнародного університету у південній частині Дамаска

Дамаск — основний центр освіти в Сирії. У місті знаходиться Дамаскський університет (створений у 1923 році), котрий є найстарішим і найбільшим університетом у Сирії. Після прийняття законодавства, що дозволяє приватні навчальні заклади, кілька нових університетів були створені в місті і навколишніх районах, зокремаі:
- Сирійський Віртуальний Університет
- Міжнародний університет науки і техніки
- Вищий інститут ділового адміністування
- Вищий інститут прикладної науки і техніки
- Университет Каламун
- Арабський міжнародний університет
- Національний інститут управління

### Спорт

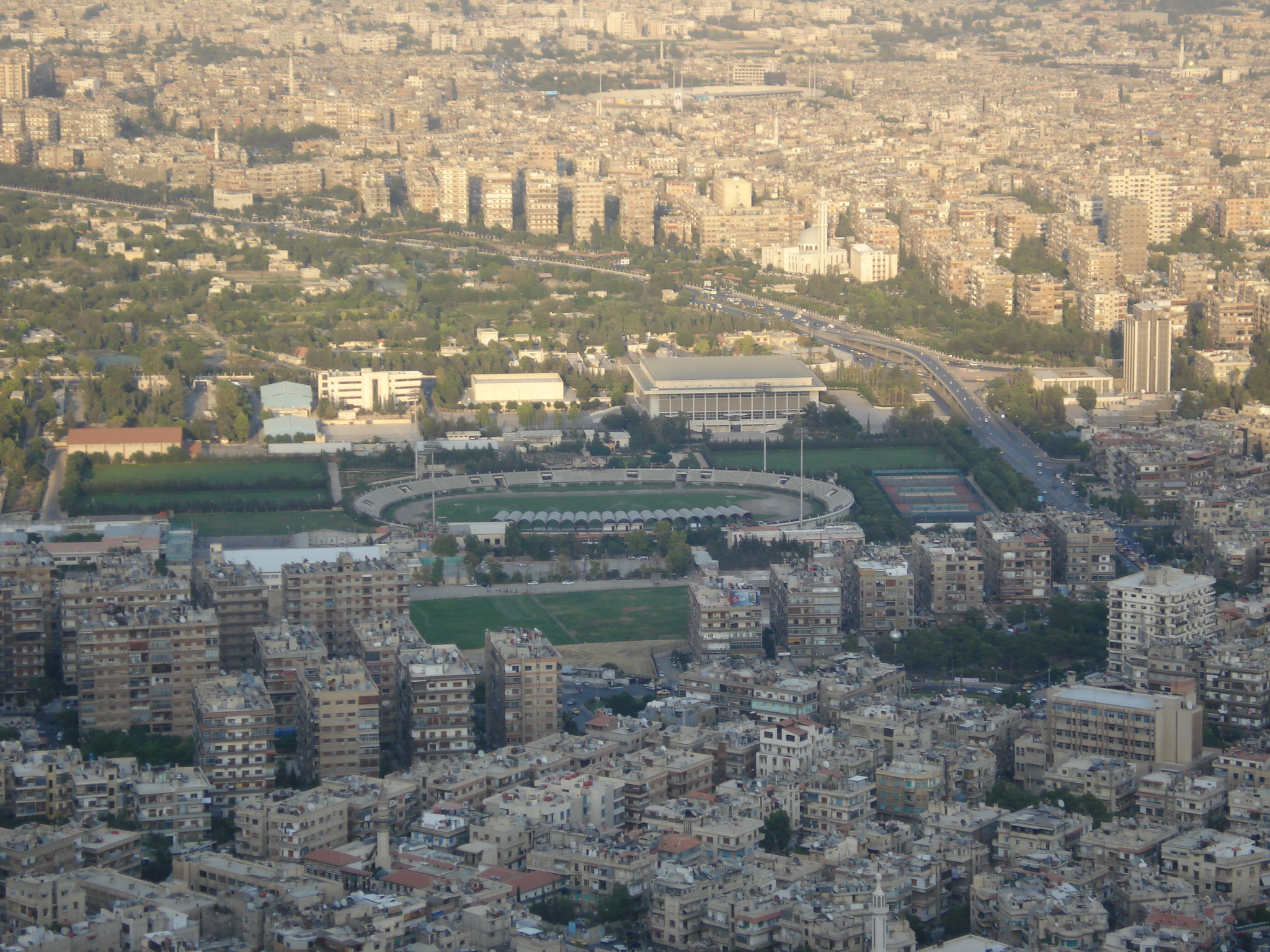
Стадіон Аль-Аббасійін

Популярні види спорту це — футбол, баскетбол, плавання і настільний теніс. У Дамаску знаходиться Олімпійський комітет Сирії та багато спортивних клубів, зокрема:
- Аль-Джаіш
- Аль-Вахда
- Аль-Мадж.

## Економіка

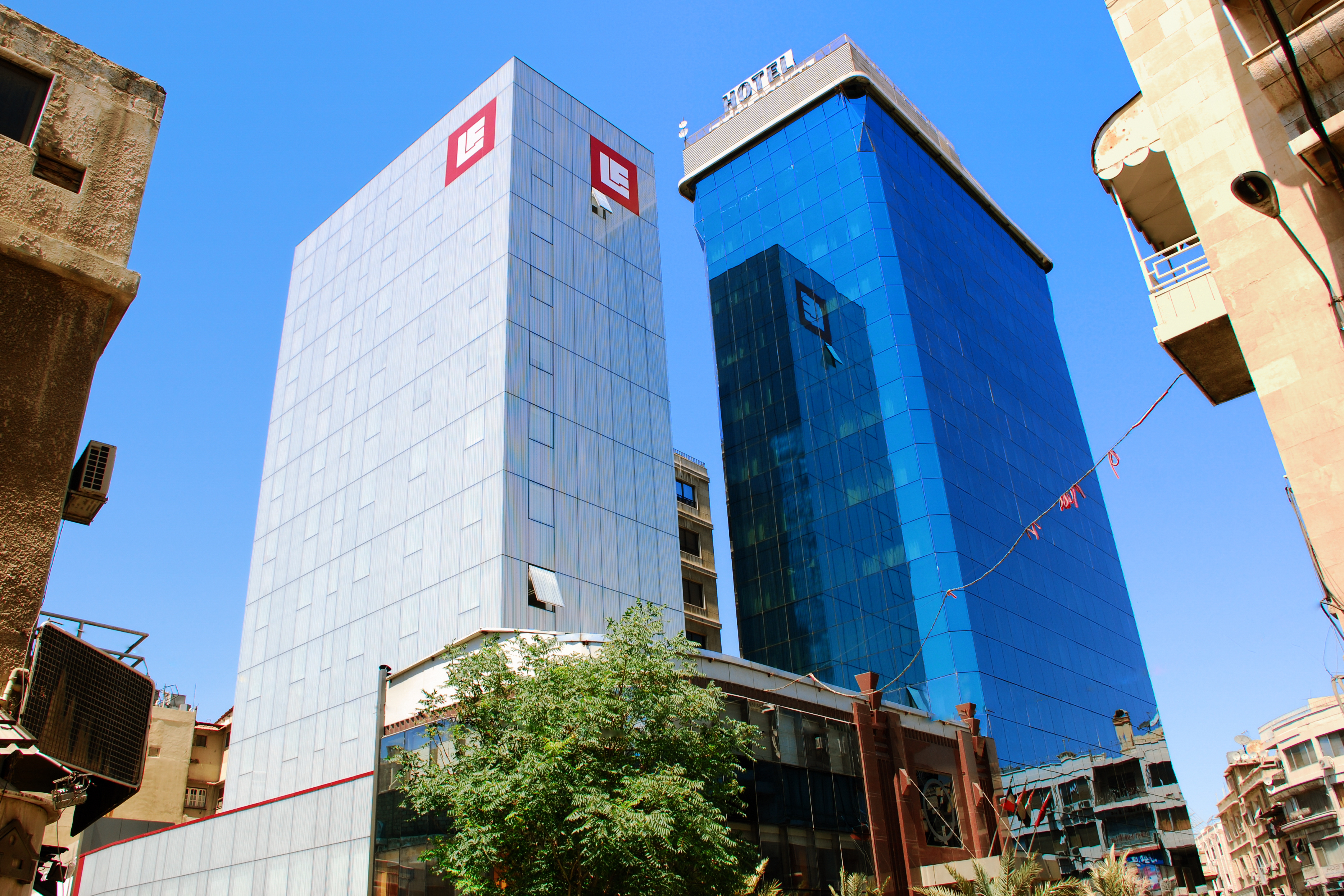
Банк Аль-Шарк та готель «Блакитна вежа» в Дамаску

Через політичні обставини в регіоні, а також завдяки розвитку сучасної торгівлі, роль Дамаска як важливого торговельного центру за останні роки змінилася. Більшість товарів, виготовлених у Дамаску, так само як і в Сирії загалом, розповсюджуються посеред країн Аравійського півострова.
Завдяки значній кількості пам'яток культури і давній історії, Дамаск має високий потенціал для успішного розвитку туризму. З кінця 1980-х поступово вдосконалювалася готельно-ресторанна і транспортна інфраструктура міста. З 2000-х років у старій частині міста відкрилася величезна кількість крамниць, готелів та кафе, що робить місто ще привабливішим — як для європейських, так і місцевих туристів. Проте через громадянську війну туризм перестав відігравати суттєву роль в економіці. 

Ринок нерухомості в Дамаску переживав бум (до війни із 2012 року). 2009 року офісні площі міста були визнані восьмими у світі за дороговизною. З березня 2009 року в Дамаску діє єдина в Сирії Дамаська фондова біржа. У Дамаску розвинена легка, харчова, будівельна та хімічна промисловості. Більшість підприємств управляються державою. Приватний сектор почав активніше розвиватися після 2000, коли місцевий ринок був дещо лібералізований. Традиційні вироби ремісників і надалі виготовляються переважно в старому місті. До речі, від назви міста походить назва тканини адамашок.
Громадянська війна, що спричинила значні руйнування і відтік населення, призвела до значного падіння економіки.

## Транспорт

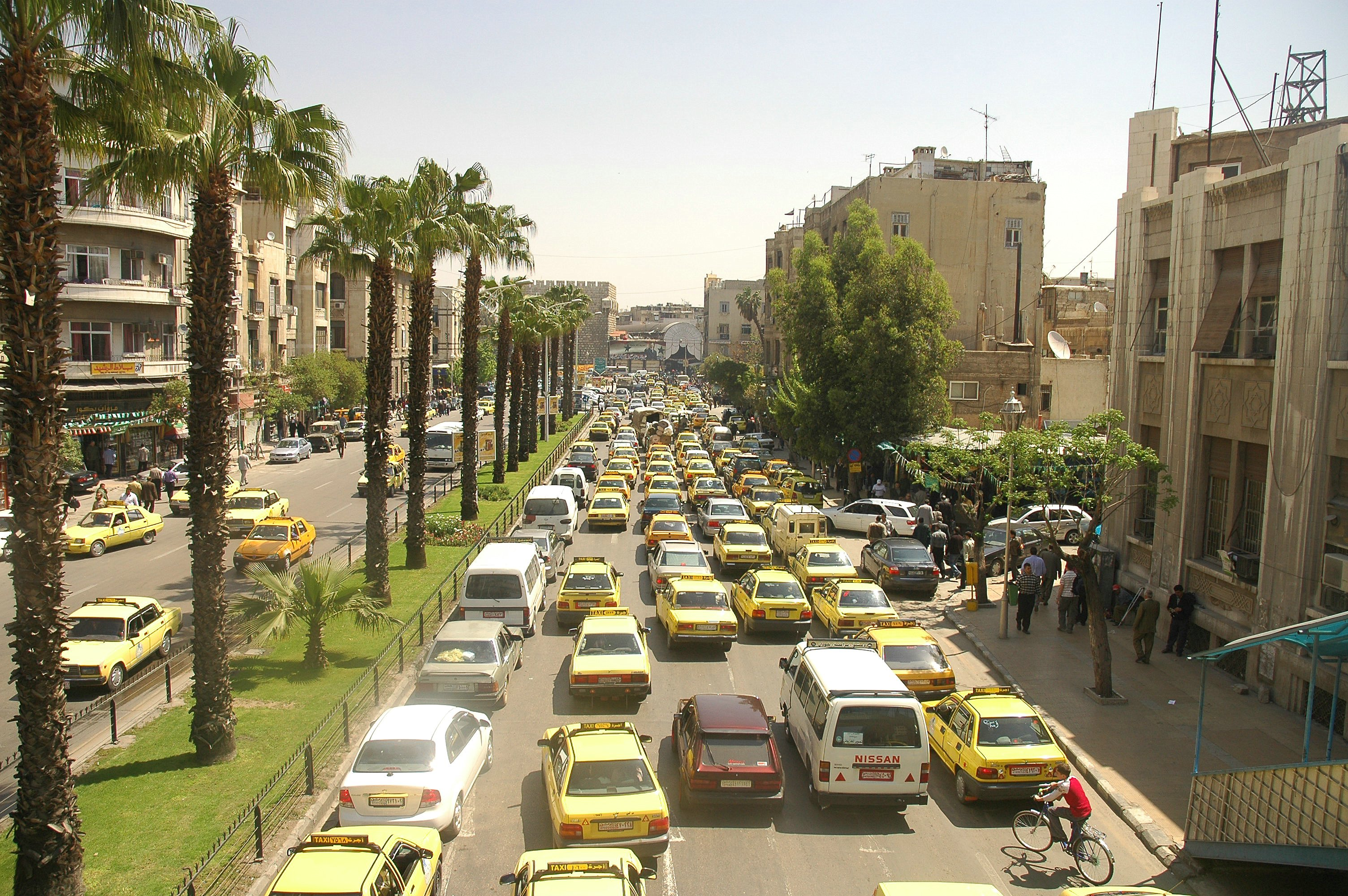
Дорожній рух у Дамаску

Головним аеропортом є Міжнародний аеропорт Дамаск, розташований за 20 кілометрів від центру.
Головним засобом транспорту в місті є «маршрутки», яких налічується близько 100 маршрутів. 2008 року уряд оголосив план будівництва метрополітену. Перша лінія мала розпочати роботу у 2016 році, система 4-ох ліній повинна бути готова приблизно 2050 року.

## Пам'ятки
Давнє місто Дамаск занесене до переліку об'єктів Світової спадщини ЮНЕСКО. Велика Мечеть і Ворота Бога — найвідоміші будівлі у місті.

### Музеї

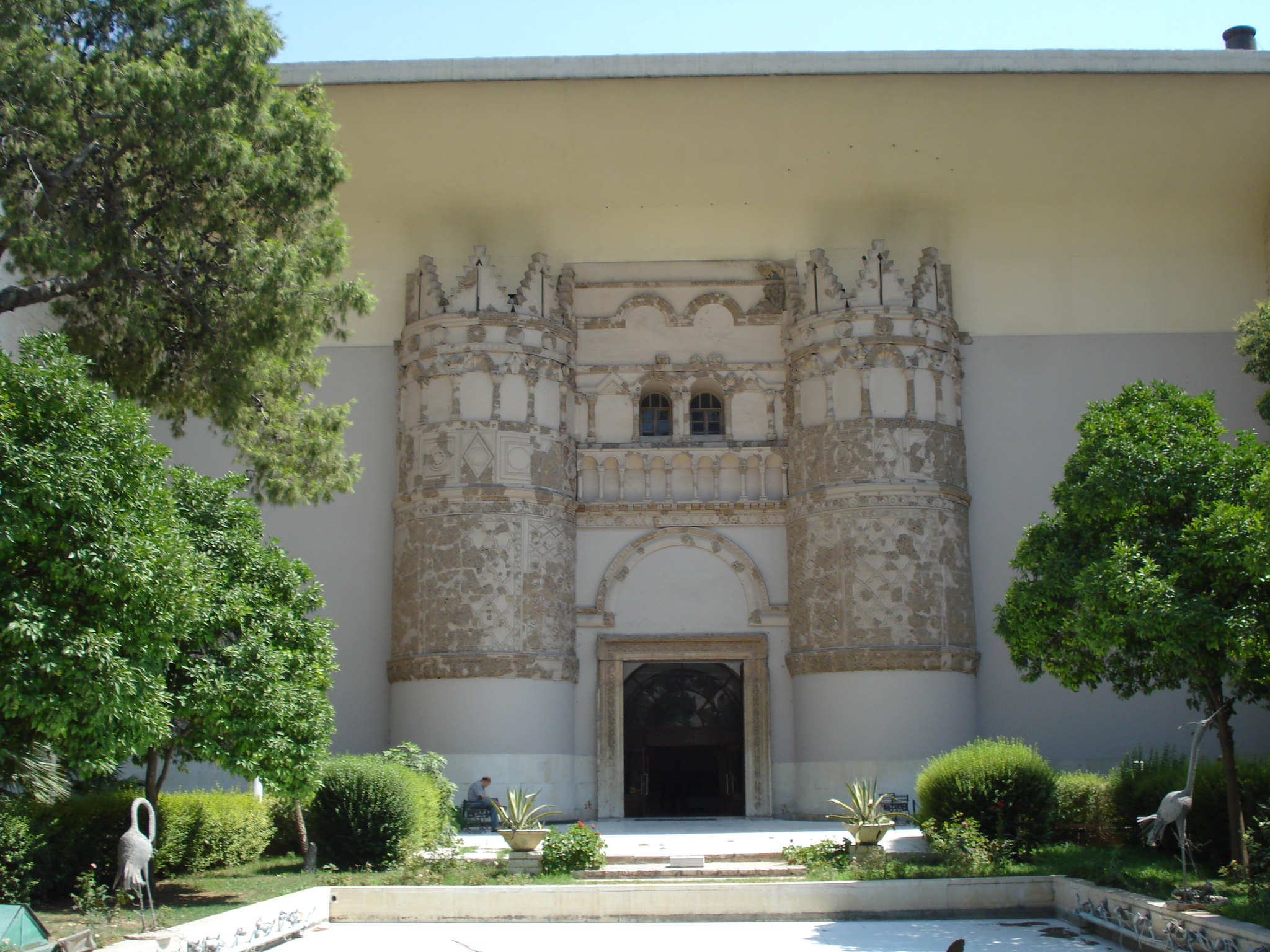
Національний музей у Дамаску

- Національний Музей у Дамаску
- Палац Азем
- Військовий музей
- Музей арабської каліграфії

### Стіни і ворота Дамаску

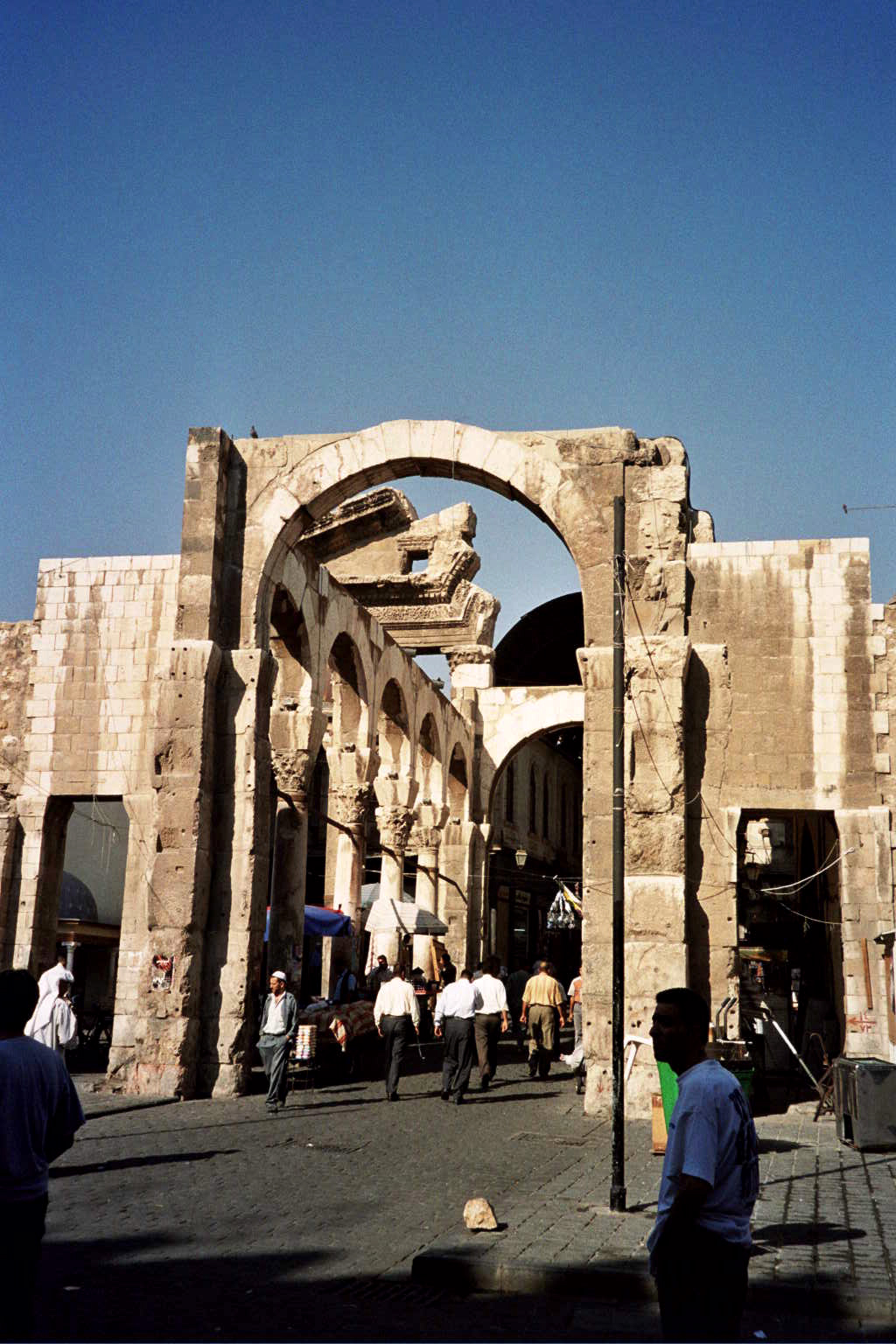
Руїни храму Юпітера в старому місті

В Дамаску сім міських воріт в стіні Старого міста, старійші з яких відносяться до римського періоду:
- Баб-ель-Сагир («Малі ворота») — за воротами знаходяться історичні поховання, наприклад, тут поховані 2 жінки пророка Мухаммада
- Баб-ель-Фарадіс («Райські ворота»)
- Баб-ель-Салам («Ворота миру»)
- Баб Тума («Ворота Фоми») — назва походить до імені апостола Фоми, ведуть в християнський квартал Старого міста
- Баб Шаркі («Східні ворота»)
- Баб Кісан — побудовані в епоху римлян, були посвячені богу Сатурну. Через них за легендою із Дамаску втік апостол Павло
- Баб-ель-Джабія

Крім цих семи воріт є й інші, за межами Старого міста:
- Баб ель-Фарадж
- Баб Мусалла
- Баб Срейджа

### Мечеті
- Мечеть Саїда Зейнаб
- Мечеть Саїда Ракая
- Кладовище Баб-Сагір
- Мечеть Омеядів — найбільша мечеть Сирії

### Церкви
- Собор Дамаску
- Собор Діви Марії
- Дом святого Ананія
- Каплиця Святого Павла

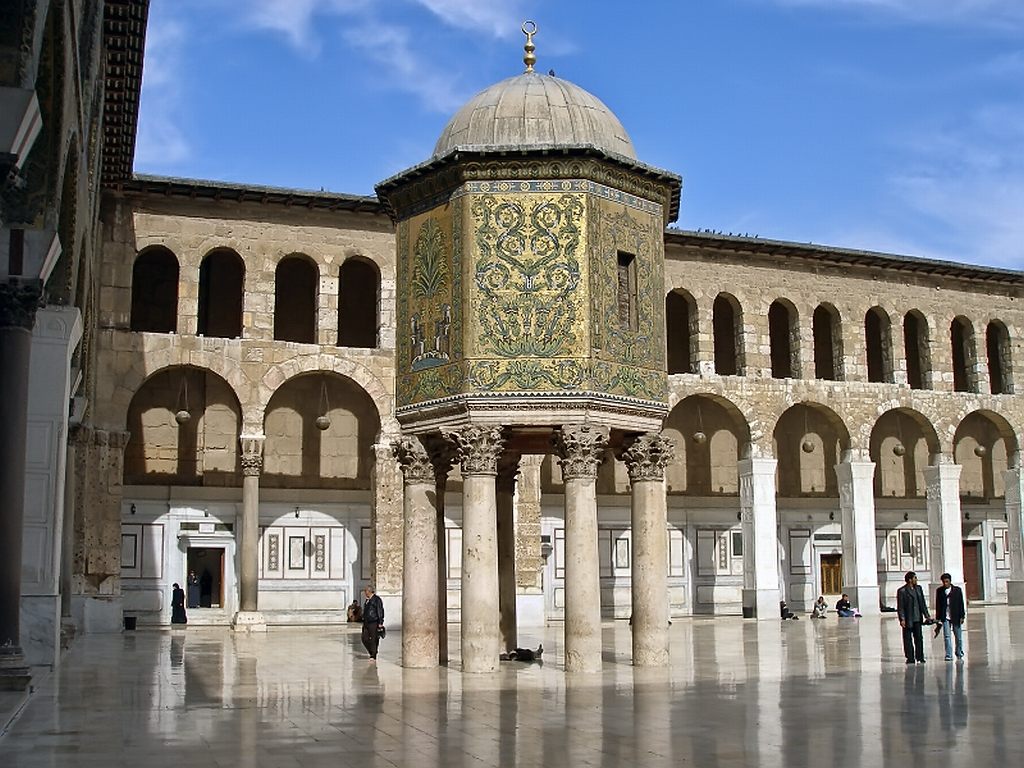
Мечеть Омеядів

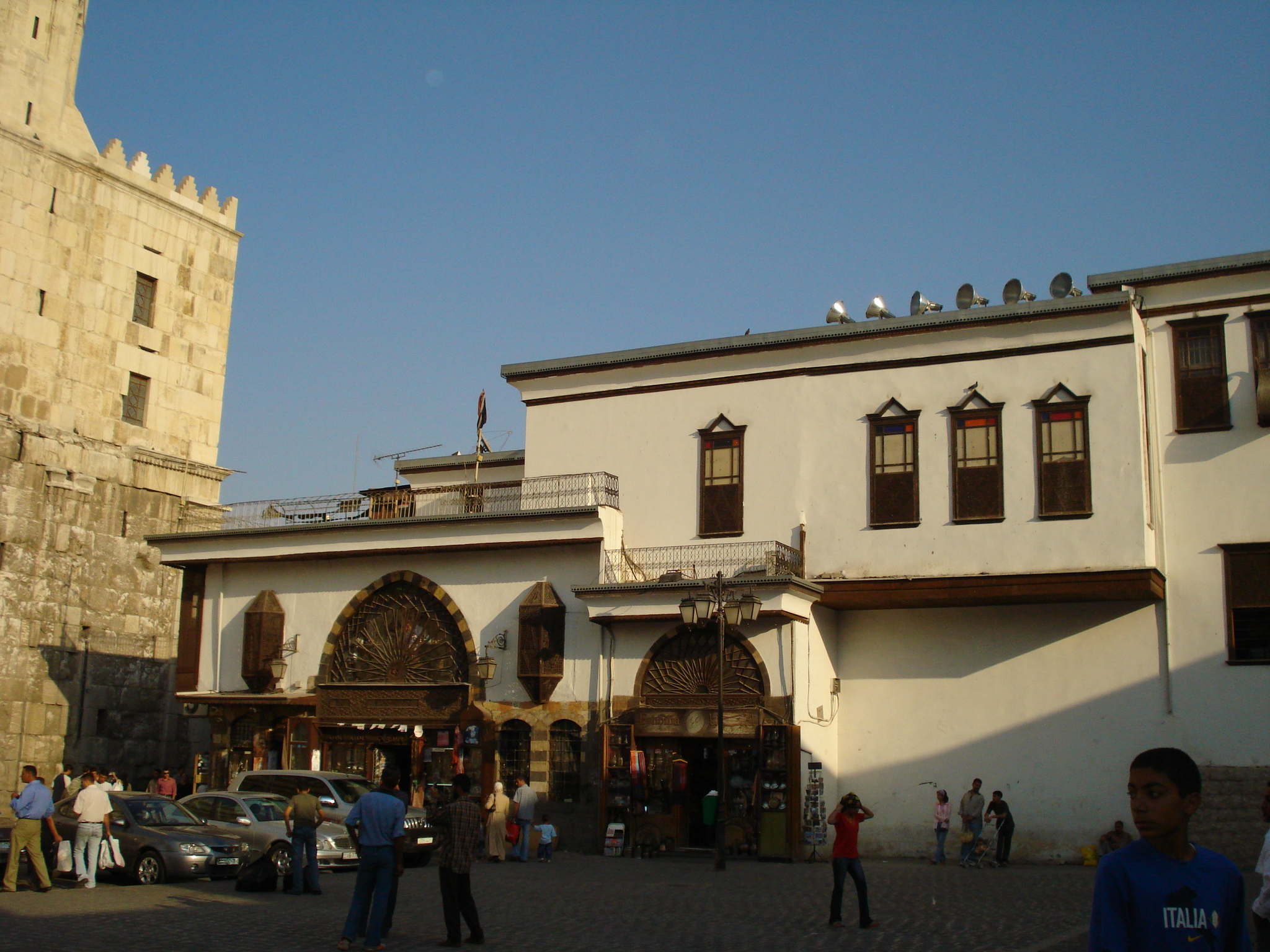
Старі будинки в Дамаску

- Римсько-католицкий кафедральний собор на алеї Зайтун.
- Церква Святого Іоана
- Лавра Святого Павла
- Святилище Святого Георгія

### Медресе
- Аль-Аділія медресе
- Аз-Захірія бібліотека
- Нур ед-Дін медресе

### Старі будинки
- Палац Азем
- Байт-аль-Аккад (Данський інститут у Дамаску)
- Мактаб Анбар
- Бейт аль-Мамлюка (готель)

### Хани
- Хан Джакмак
- Хан Асад Паша
- Хан Сулейман Паша

### Парки і сади
- Парк Тішрін — найбільший парк Дамаску. Тут проводиться щорічне шоу Квітів. Також в місті знаходяться інші парки: Альджахіз, Аль-Сіббкі, Аль-Тіджяра і Альуахда.
- Баб-ель-Сагір — давній цвинтар Дамаску, розташований неподалік від мечеті Омеядів.

## Адміністративний поділ

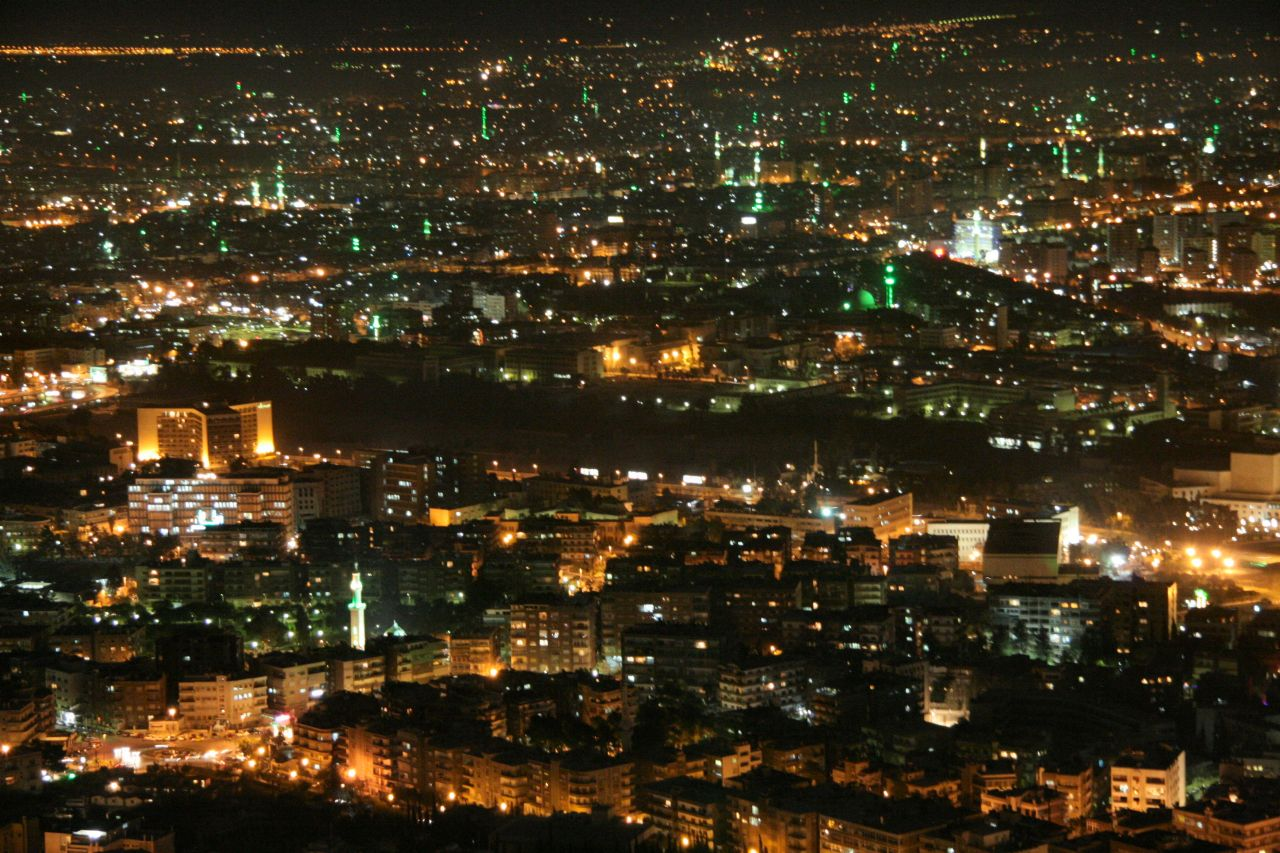
Дамаск уночі

Дамаск поділяється на велику кількість районів. Серед них:
|    | Райони Дамаску |
| -- | -------------- |
| 1  | Аббасійін      |
| 2  | Абу Руммані    |
| 3  | Амара          |
| 4  | Бахса          |
| 5  | Барамка        |
| 6  | Барзе          |
| 7  | Думмар         |
| 8  | Джобар         |
| 9  | Кафар Сусе     |
| 10 | Малки          |
| 11 | Мазраа         |
| 12 | Мезе           |
| 13 | Мідан          |
| 14 | Мухажрін       |
| 15 | Канауат        |
| 16 | Рукн Еддін     |
| 17 | Аль-Саліхія    |
| 18 | Саруджа        |
| 19 | Ша'алан        |
| 20 | Шагур          |
| 21 | Тіджара        |
| 22 | Баб Тума       |
| 23 | Хіджаз         |

## Демографія
Чисельність населення станом на 2009 рік становила приблизно 1 711 000 осіб. Дамаск є центром густонаселеної агломерації, у якій проживає близько 4,2 млн осіб.

### Релігія

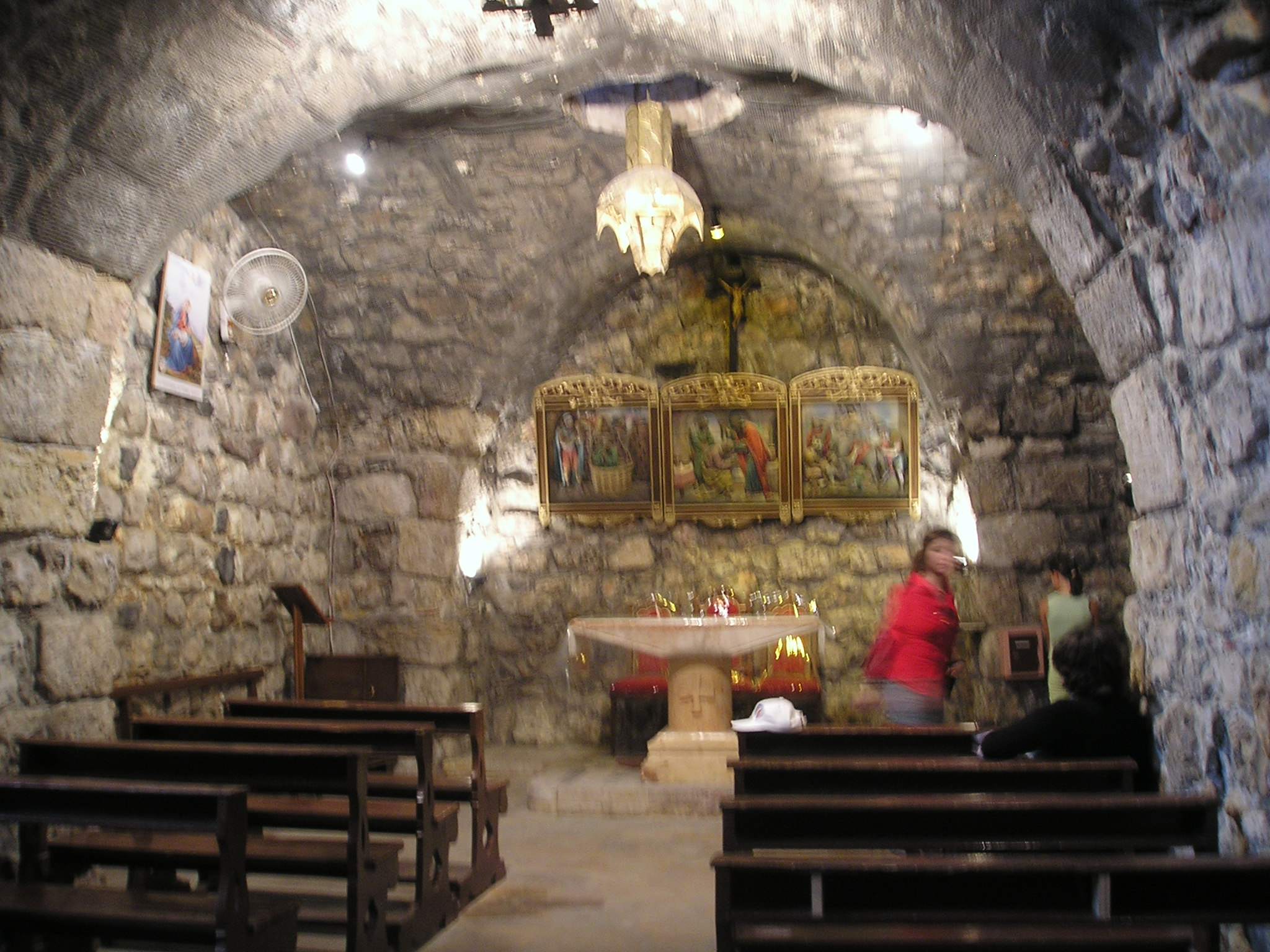
Дім Святого Ананія

Більшість мешканців Дамаска (90 %) — мусульмани-суніти. У Дамаску понад 2000 мечетей, найвідомішою з яких є Мечеть Омеядів. Християни становлять 10 % населення, існує ціла низка християнських районів, таких як Баб Тума, Кассаа і Гассані; є багато церков, передусім древня каплиця Святого Павла. Існує невелика єврейська громада.

### Навернення апостола Павла в Дамаску
За єврейським звичаєм молодий Савло — Павло (апостол) успадкував від свого батька римське громадянство, був ревним гонителем ранніх християн. Але під час своєї подорожі до Дамаска мав видіння Христа, після чого став невтомним апостолом християнства. Опівдні в дорозі його несподівано осяяло світло з неба. Він упав на землю і почув небесний голос: «Савле, Савле, чому ти мене переслідуєш?». На що Савло сказав: «Хто ти, Господи?». Й почув відповідь: «Я Ісус, що його ти переслідуєш. Встань же та йди в місто і тобі скажуть, що маєш робити». Здивованого й осліпленого Савла привели в Дамаск, де після зустрічі з учнем Христа Ананієм він прозрів, а той сказав: «Бог отців наших вибрав тебе, щоб ти волю його зрозумів і щоб бачив ти Праведника, і почув голос із уст Його. Бо будеш ти свідком Йому перед усіма людьми…» (Дії 9:1-25))

## Міста-побратими
- Дубай[17],  ОАЕ
- Толедо[18],  Іспанія
- Кордова[19],  Іспанія
- Сан-Паулу[20],  Бразилія
- Стамбул[21],  Туреччина
- Єреван[22],  Вірменія
- Фарс (остан)[23],  Іран
- Нінся[24],  КНР
- Анкара[25],  Туреччина

## Римський Дамаск

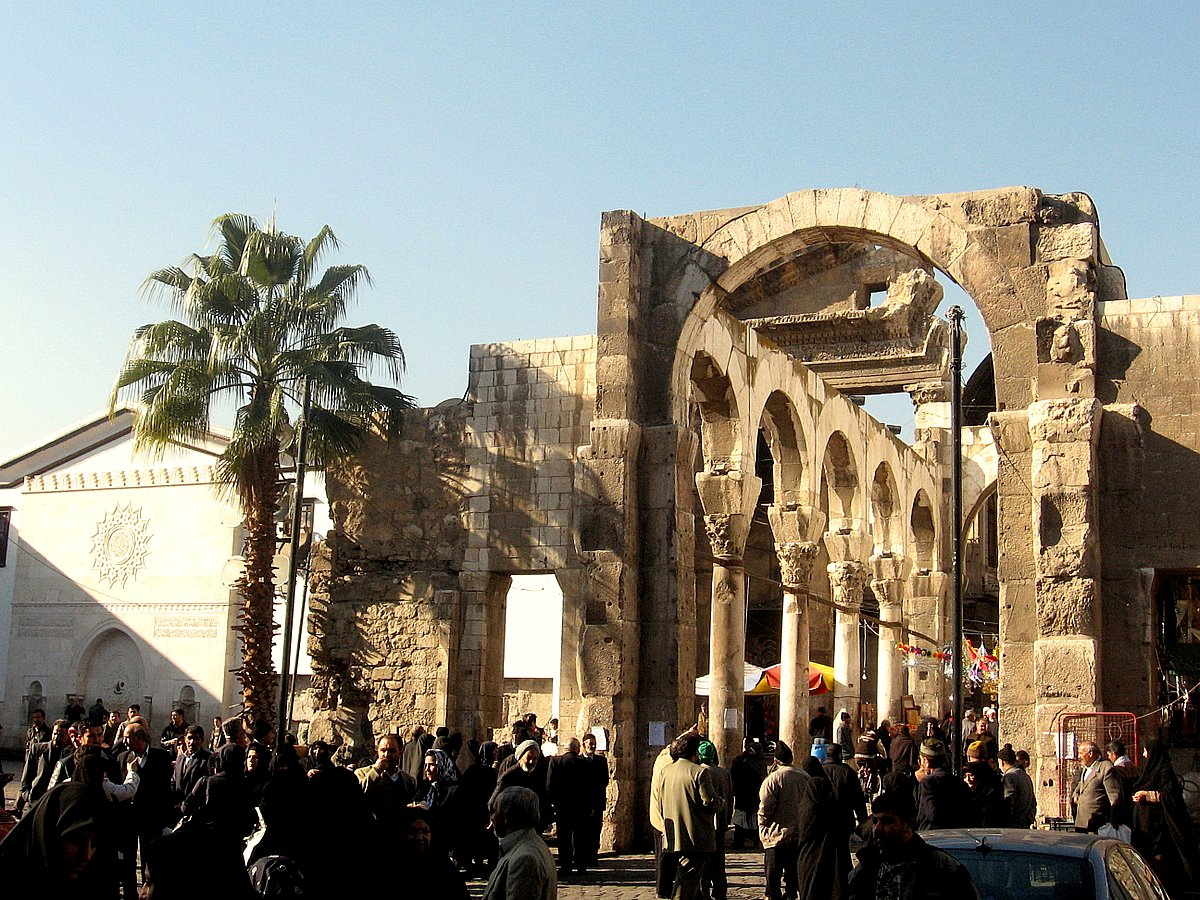
Храм Юпітера
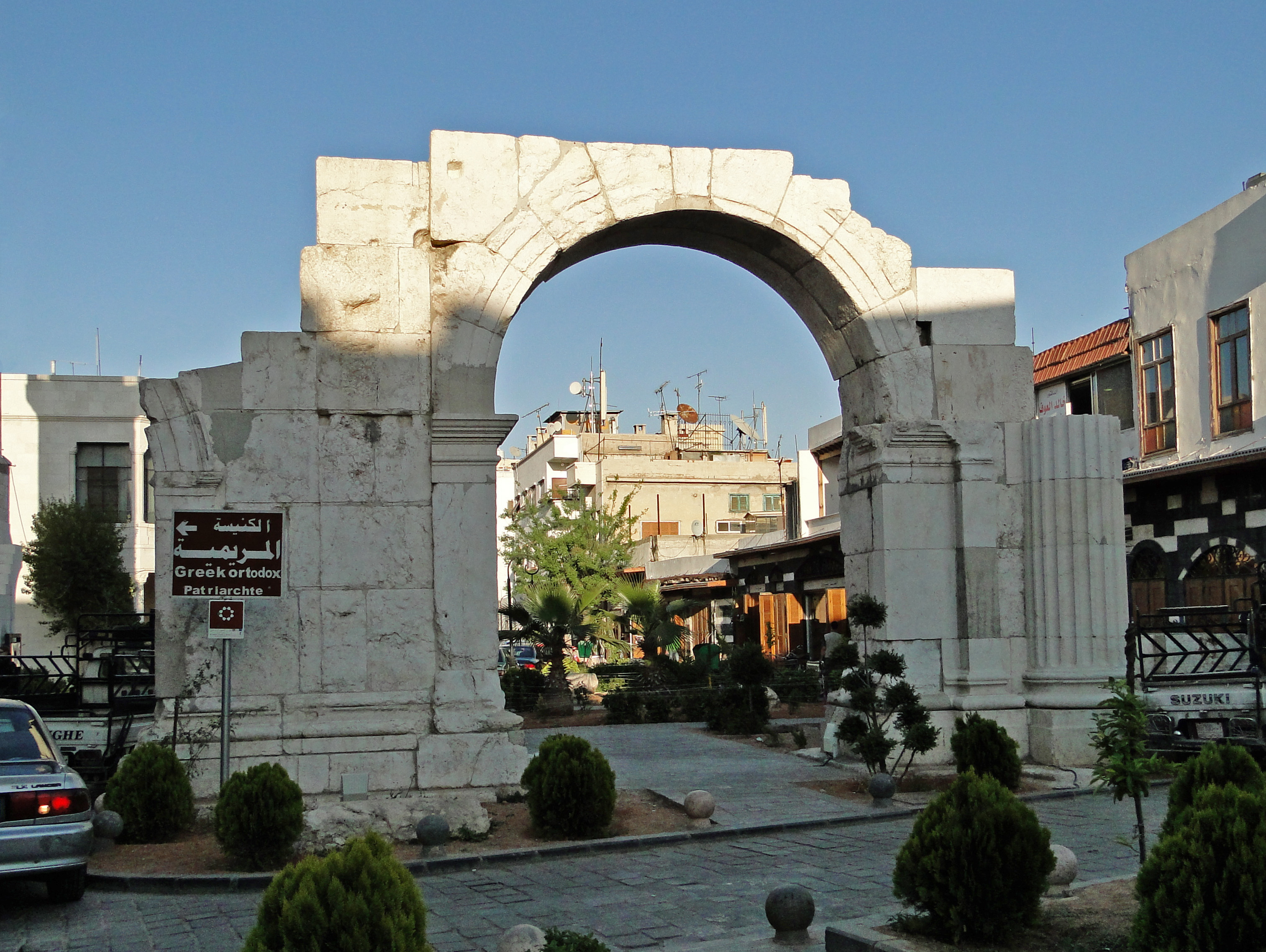
Римська тріумфальна арка
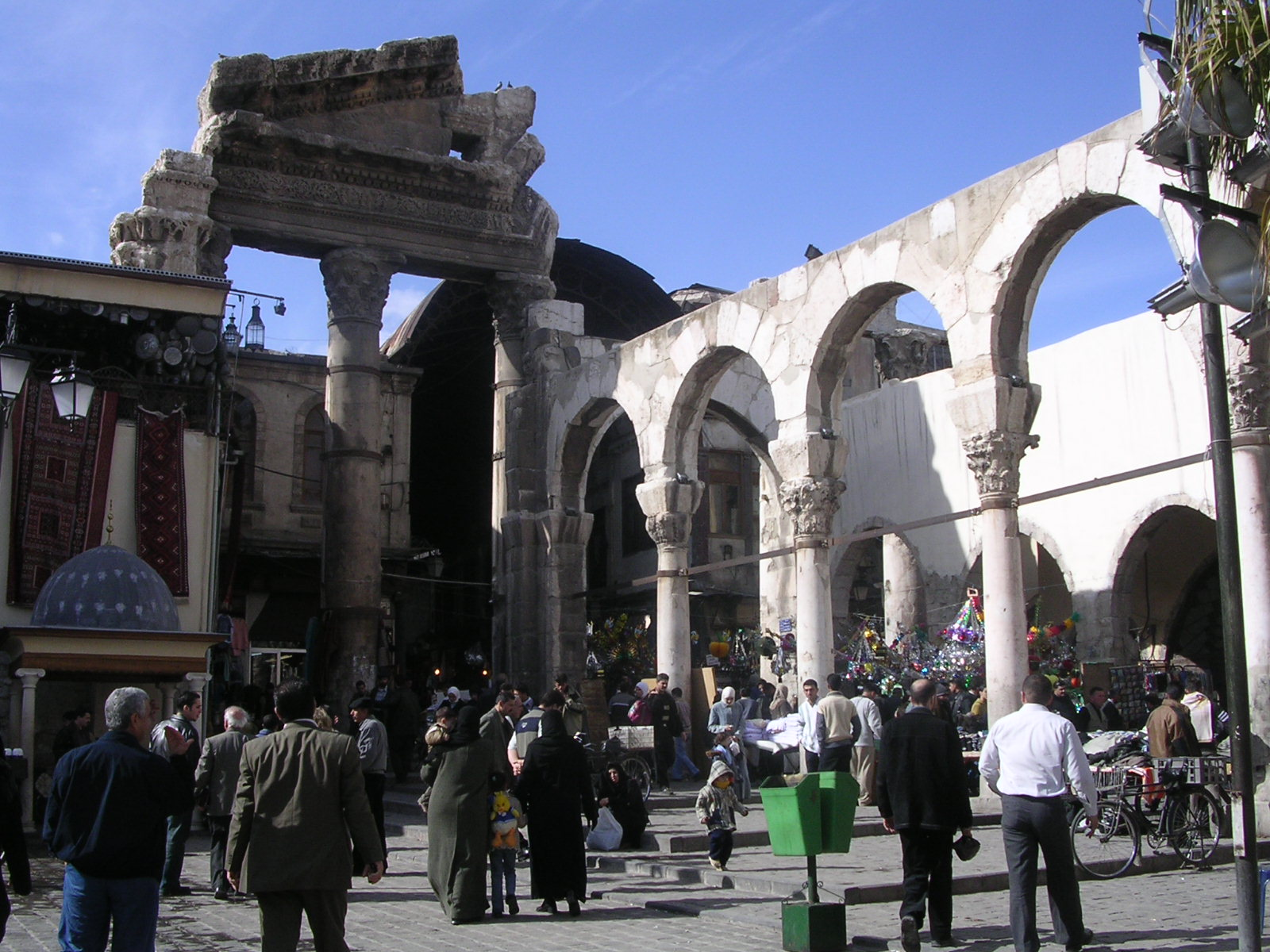
Римські арки
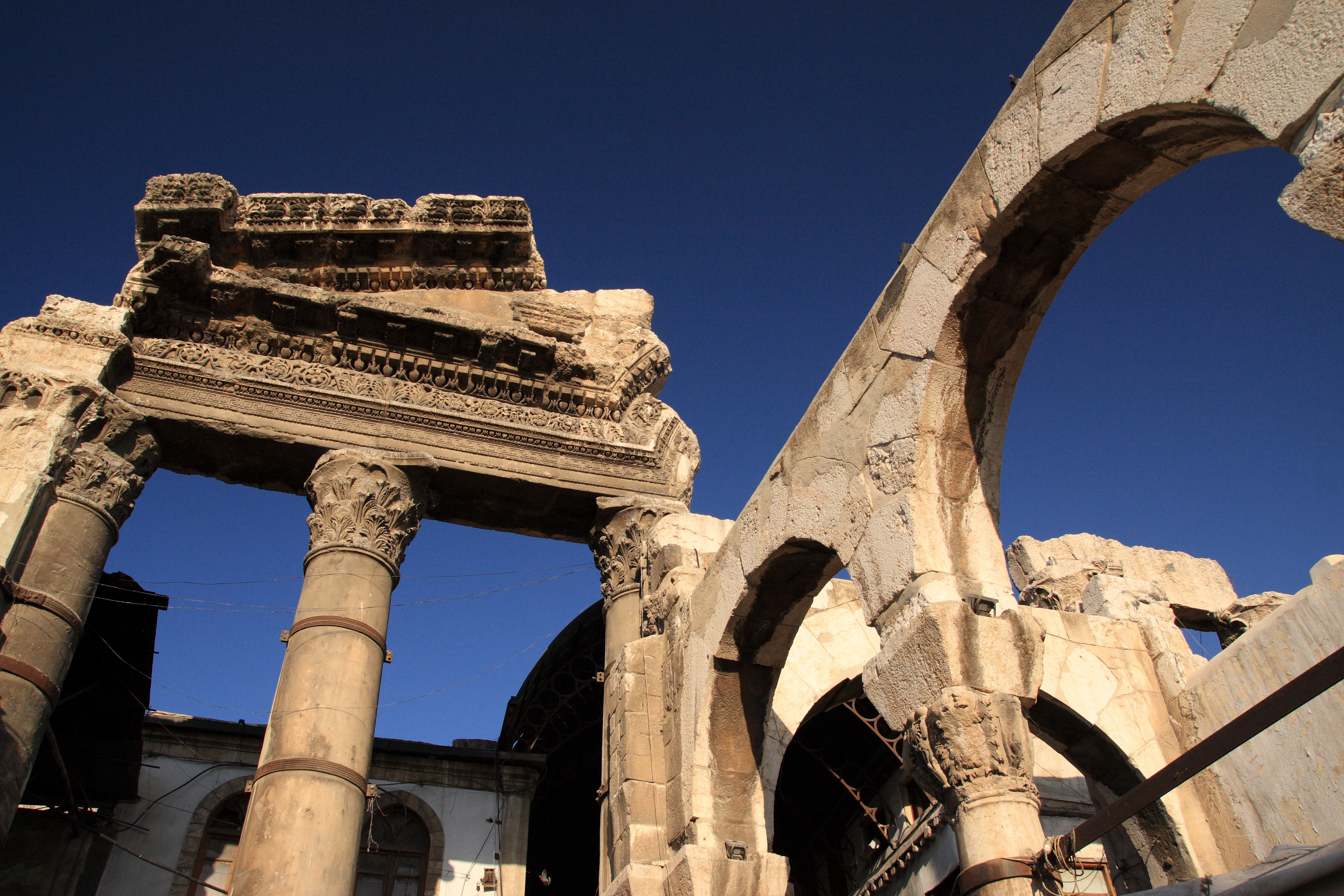
Ворота Західного храму
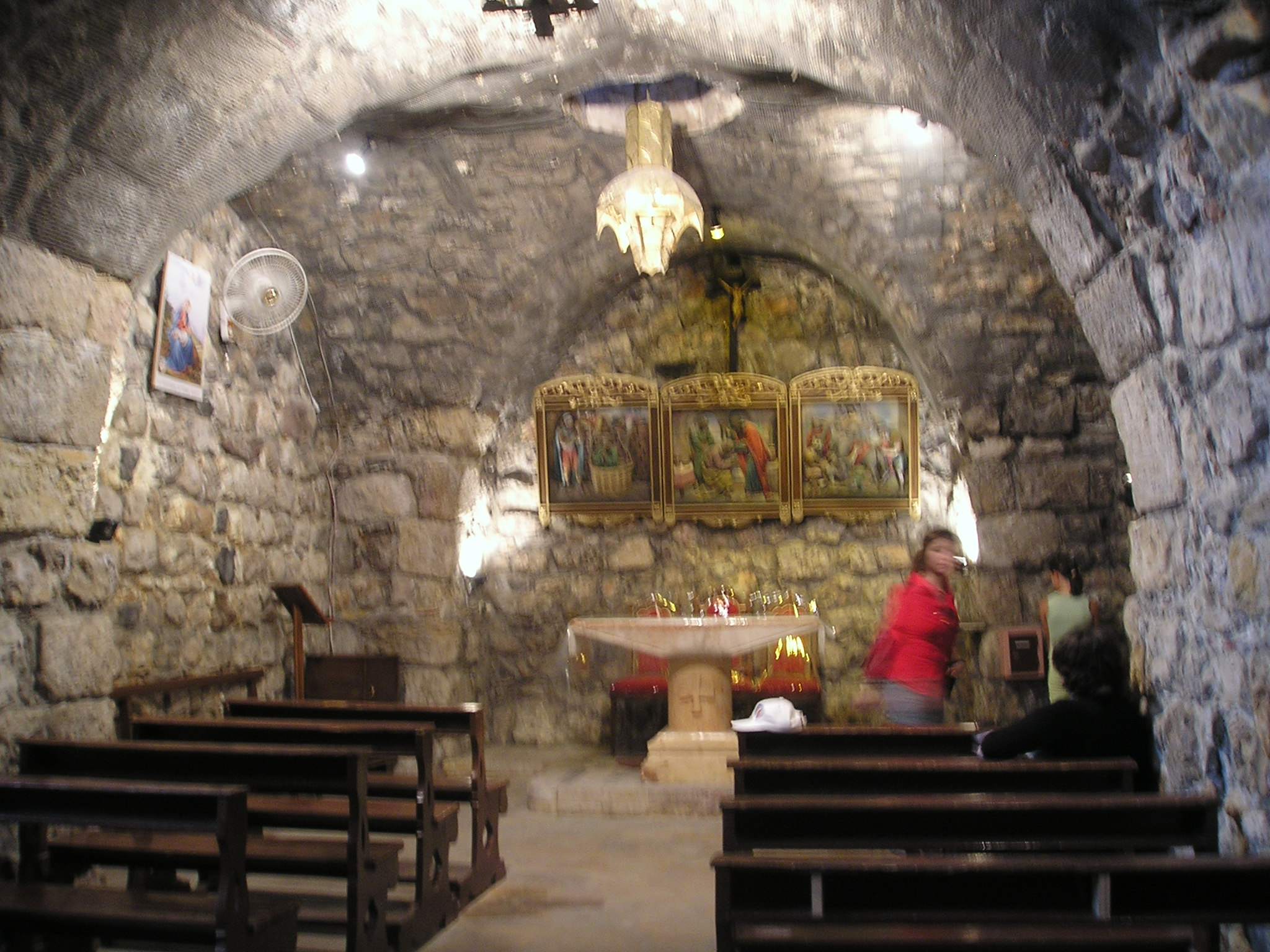
Каплиця Ананія у старому місті
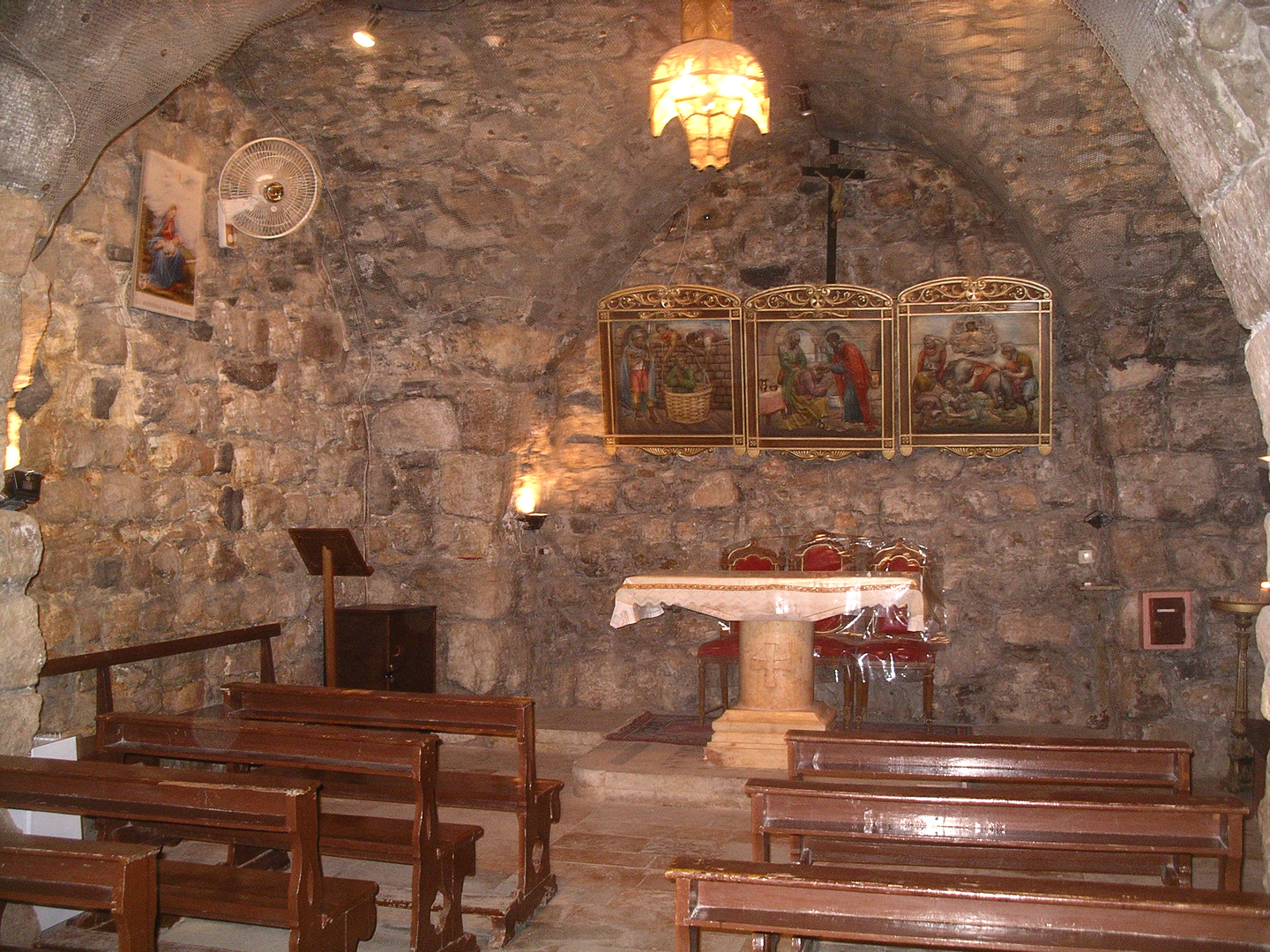
Дім Ананія
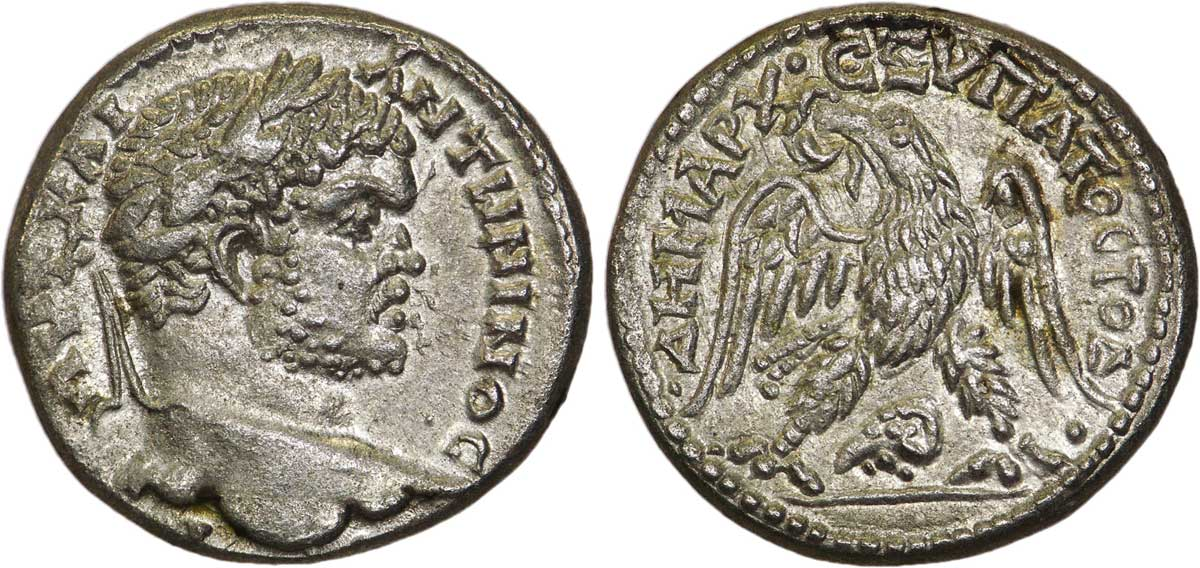
Монета, викарбувана в Дамаску

## Духовні заклади

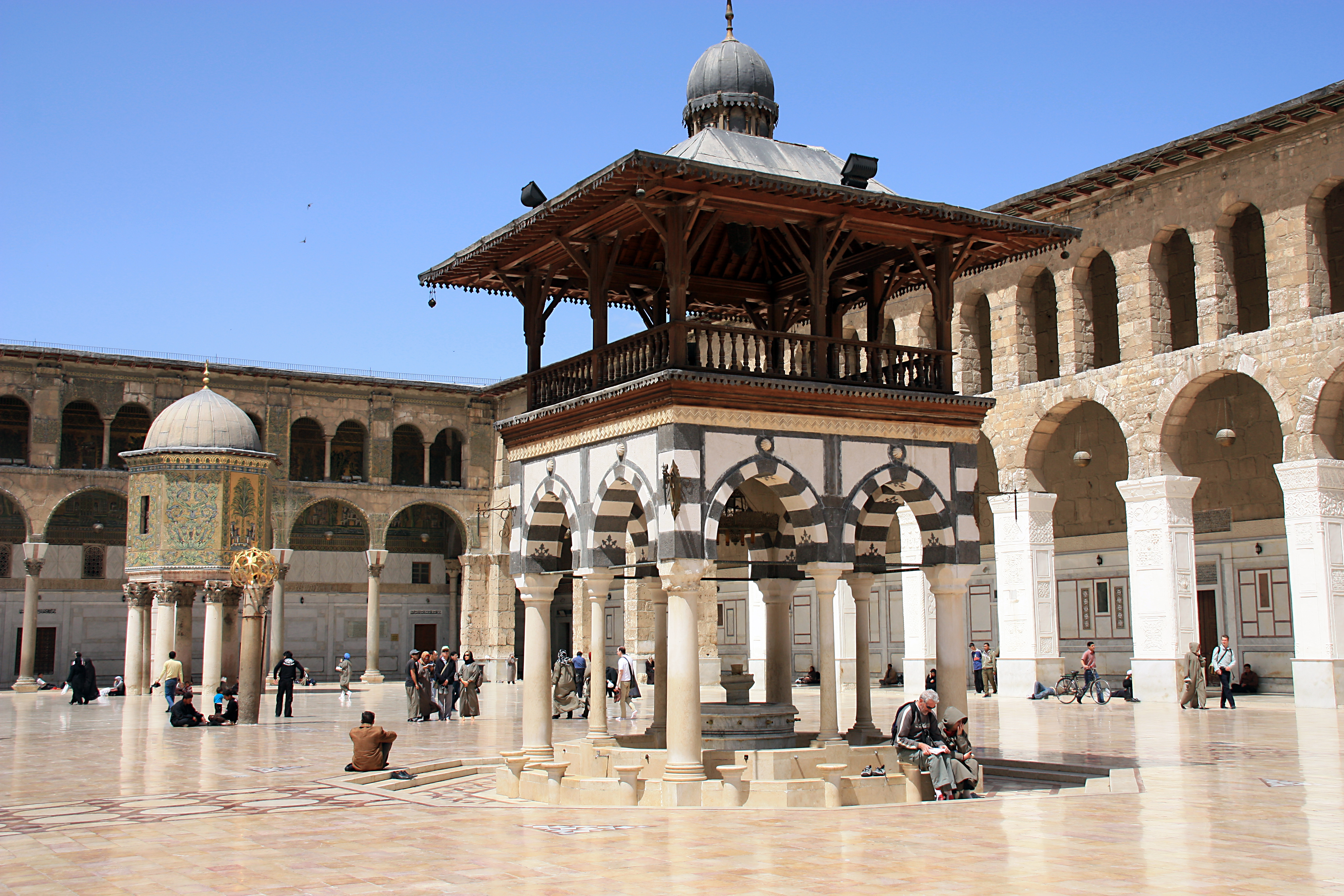
Мечеть Омеядів
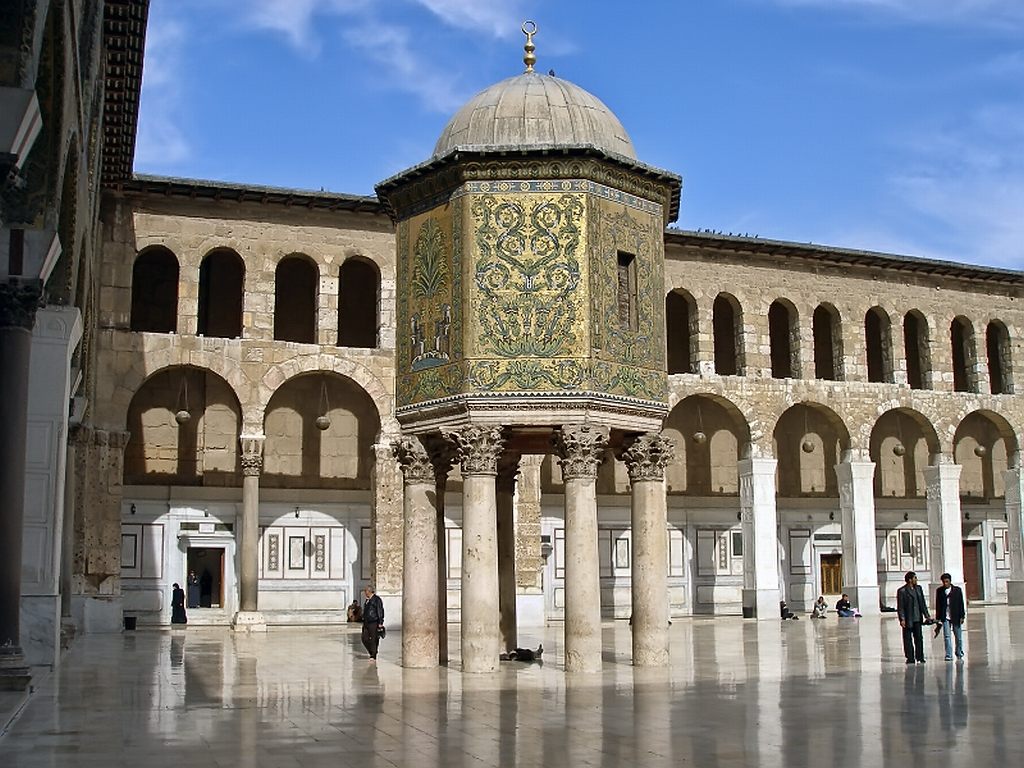
Мечеть Омеядів — купол скарбів
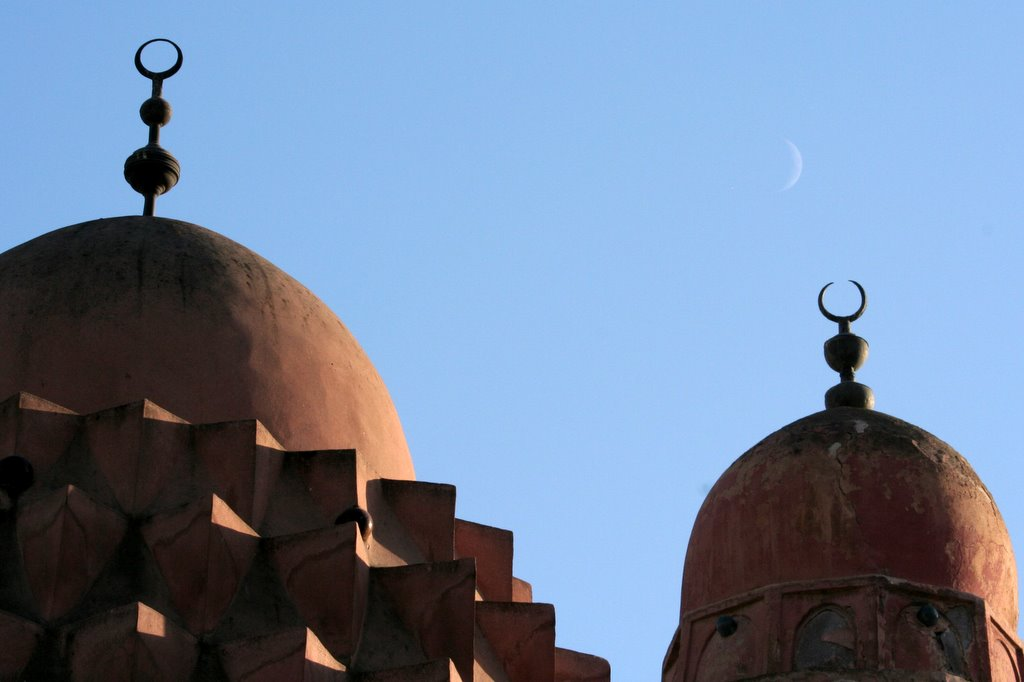
Куполи
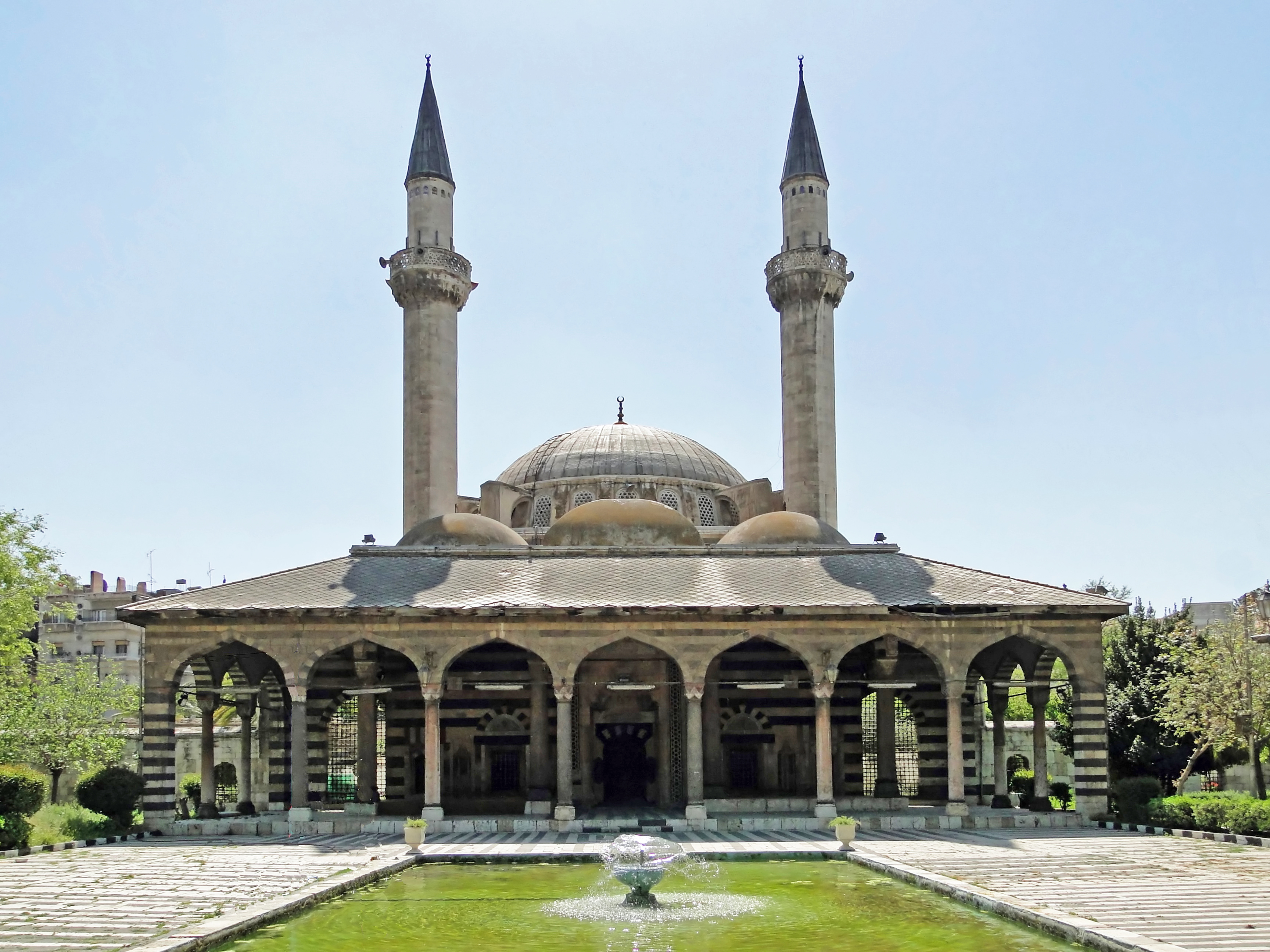
Мечеть Такія ас Сулейманія
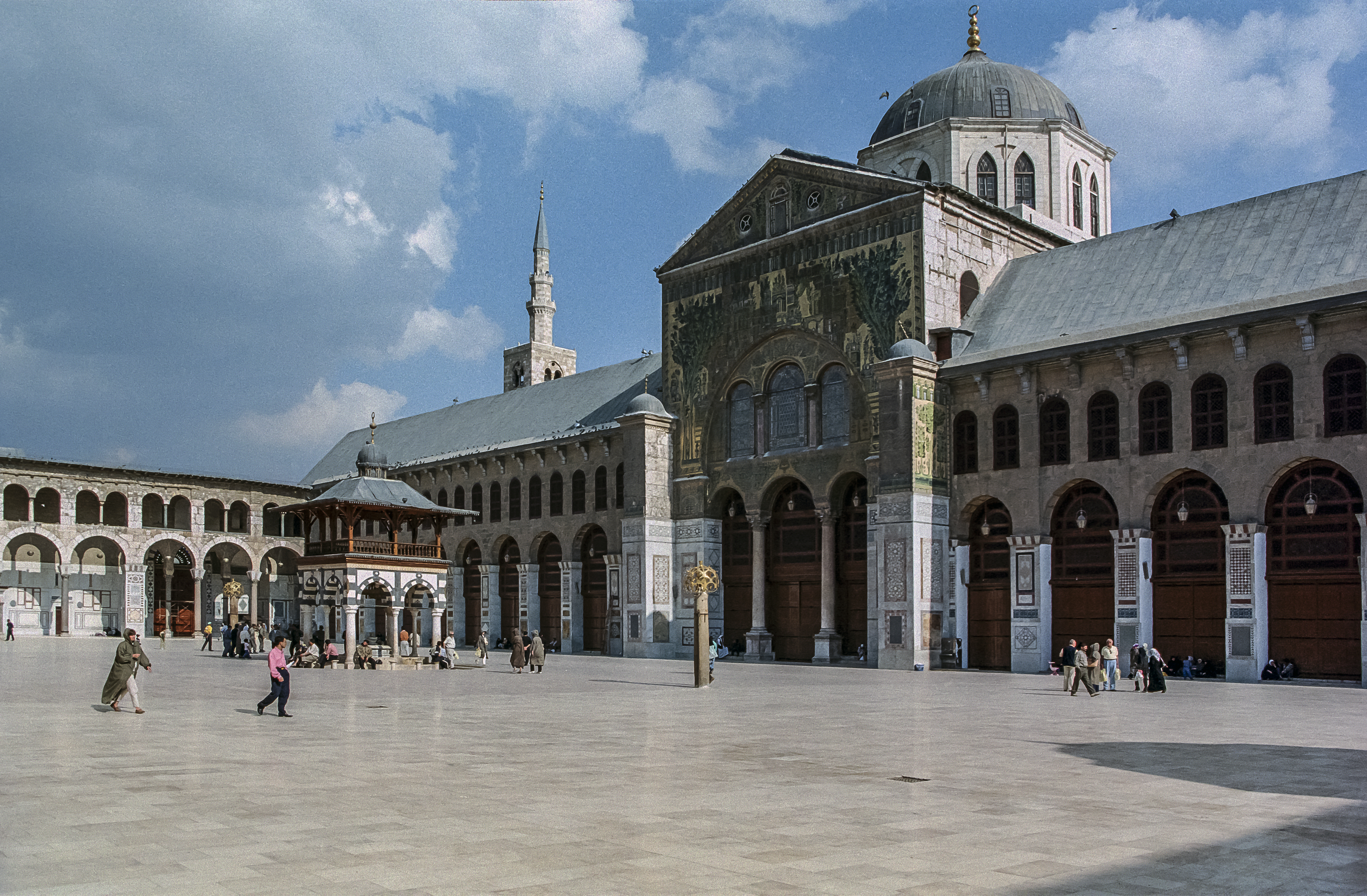
Мечеть Омеядів, Орлиний купол
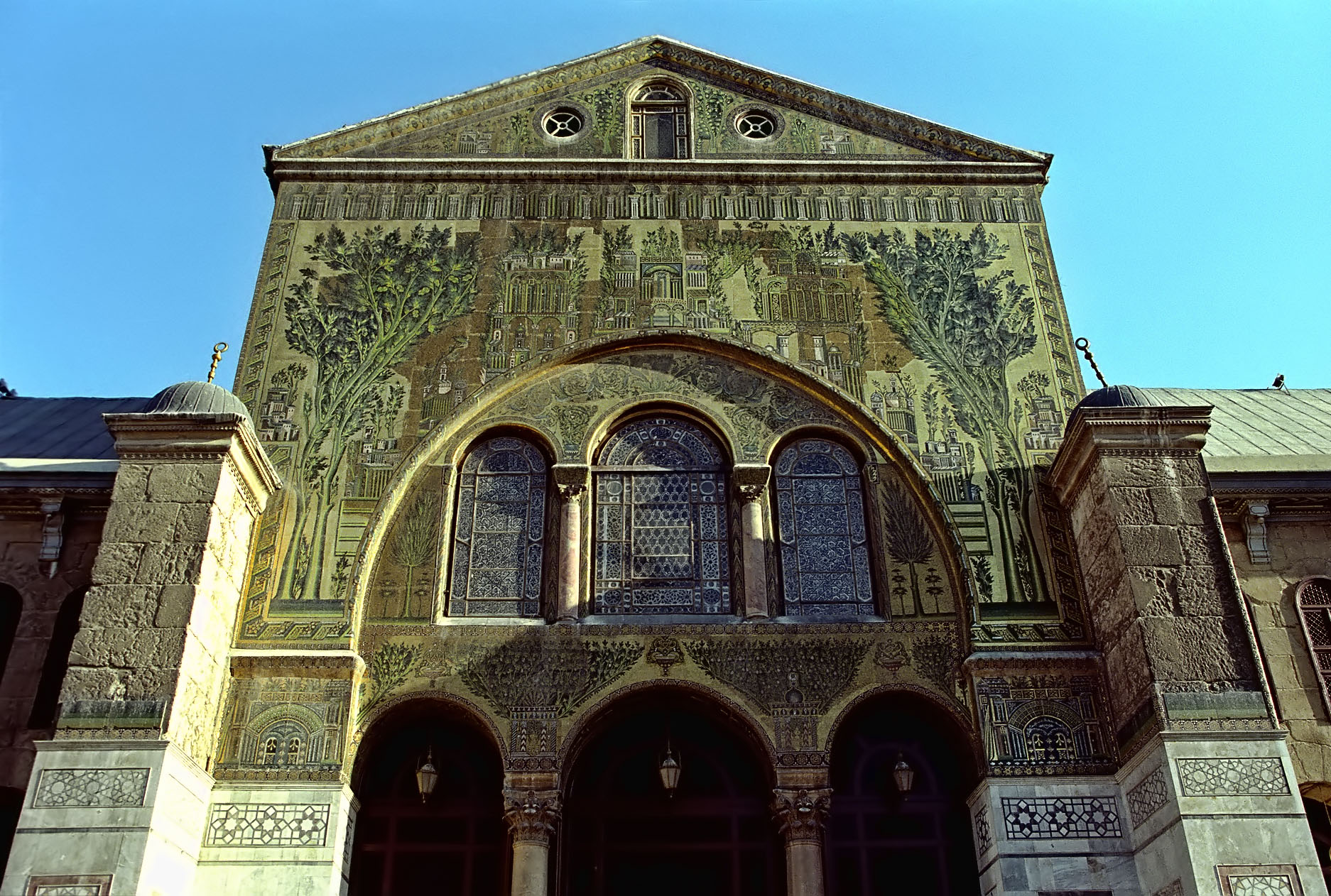
Мечеть Омеядів, Орлиний купол
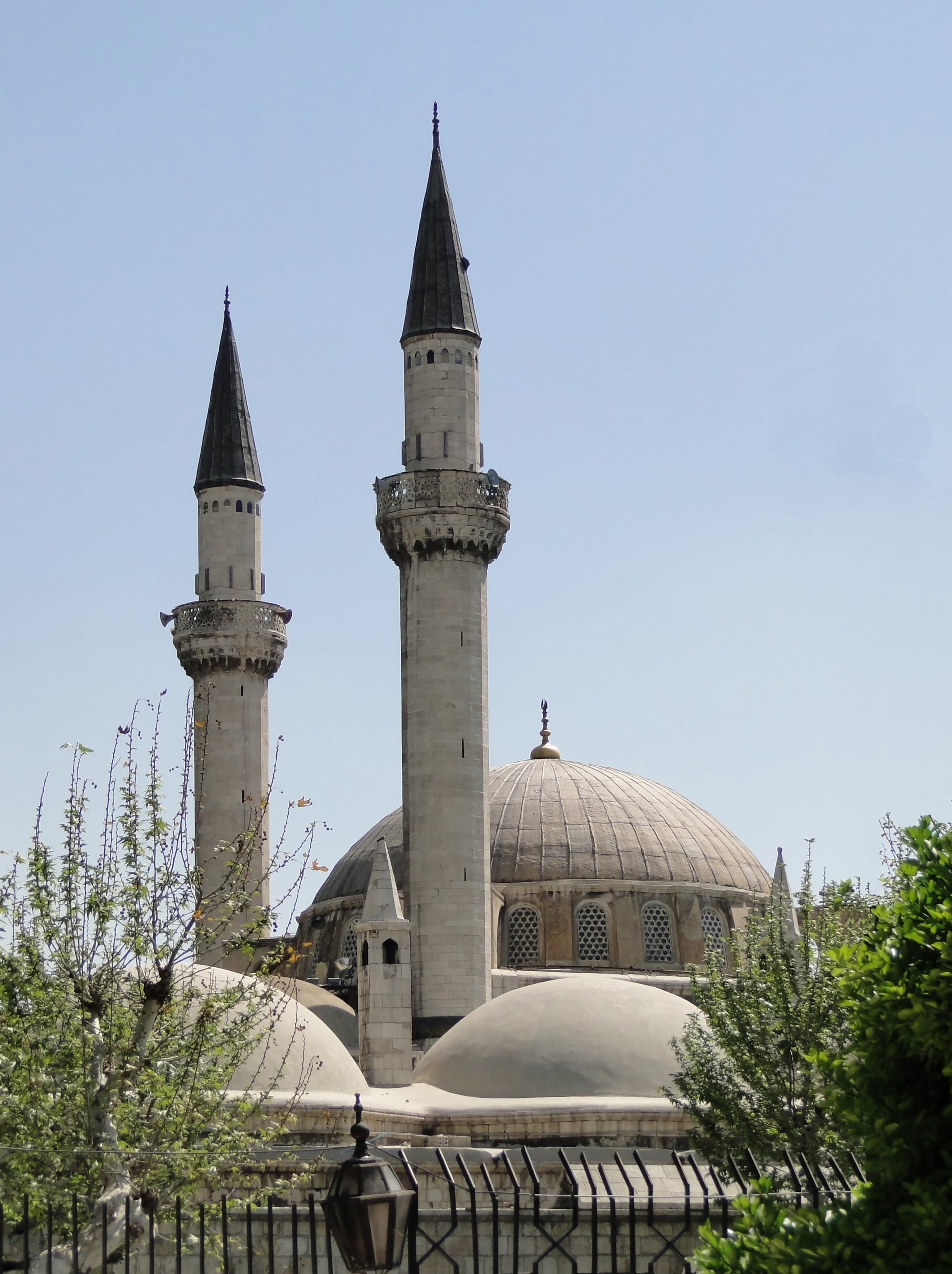
Мечеть Такія ас Сулейманія
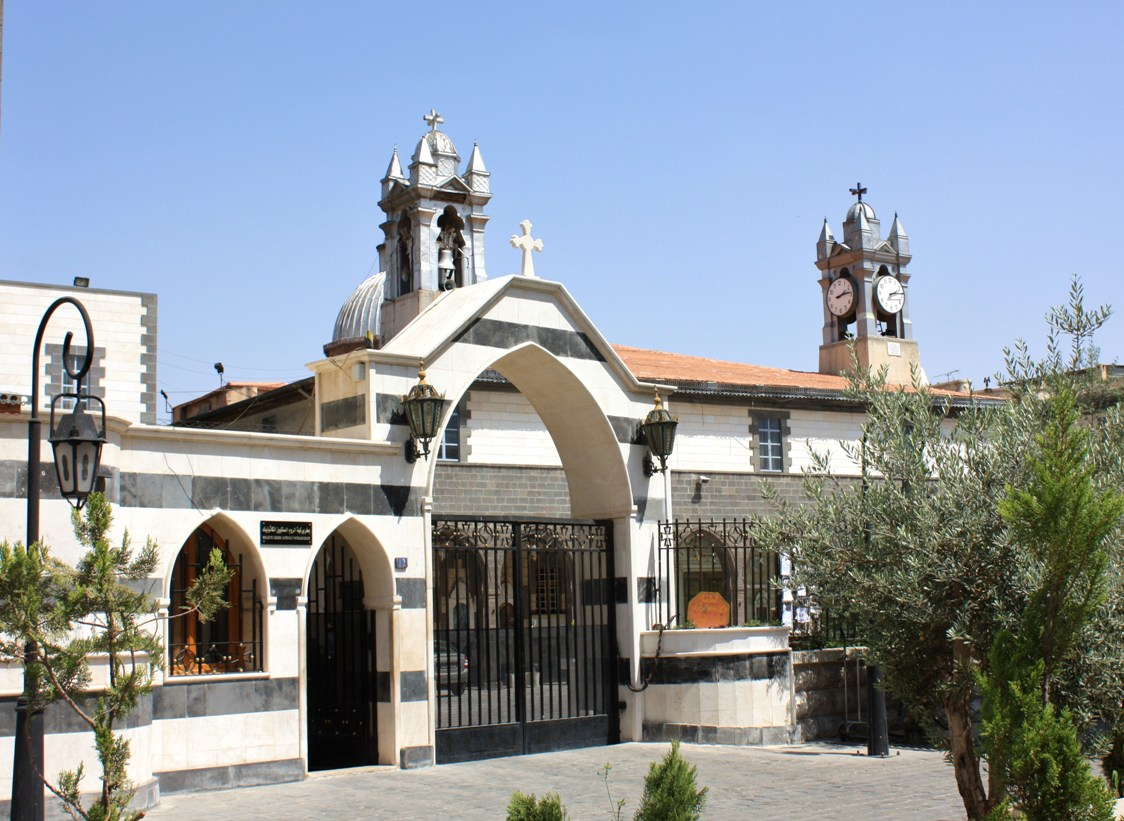
Собор Успіння Пресвятої Богородиці, Мелькітська грецька католицька церква
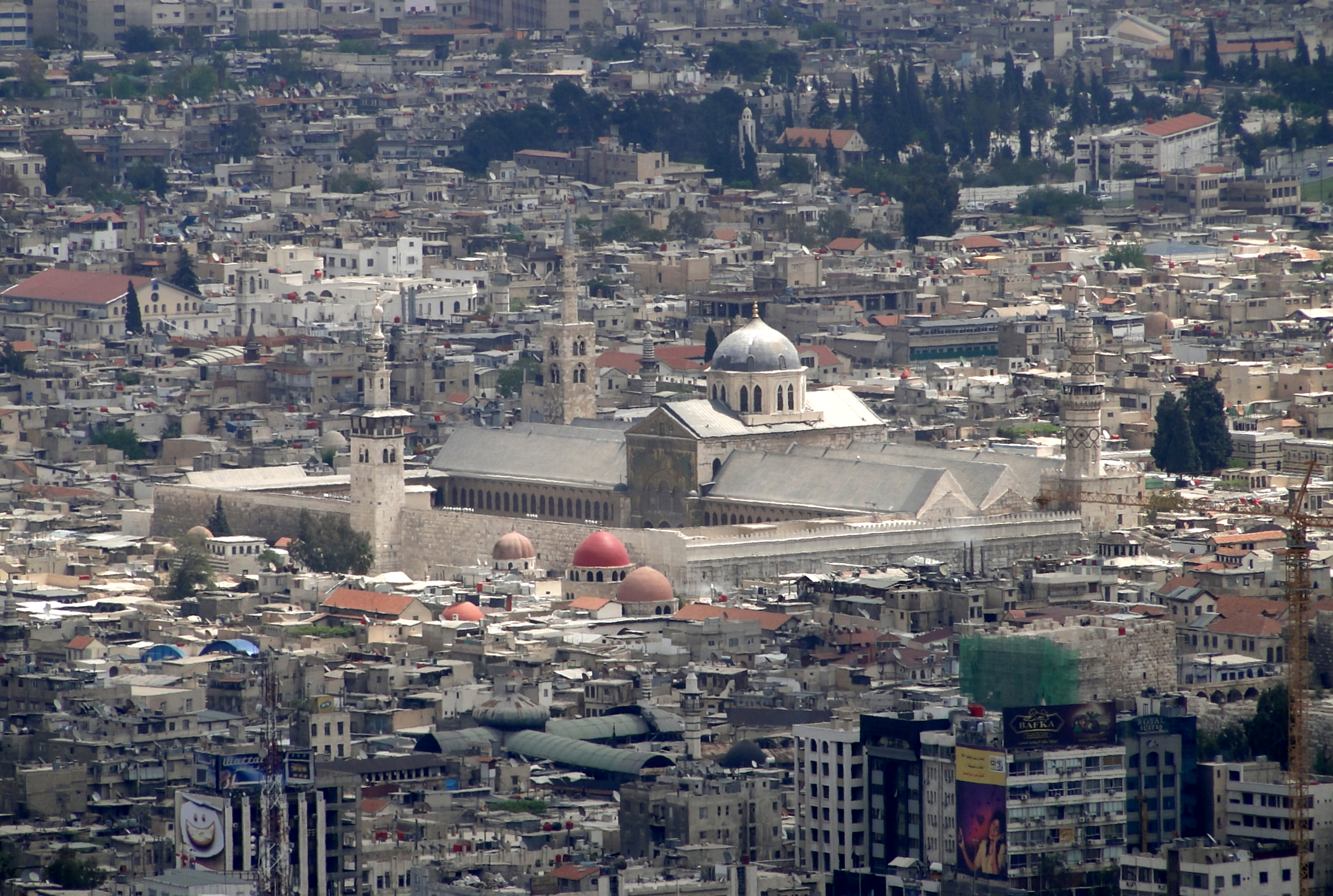
Мечеть Омеядів
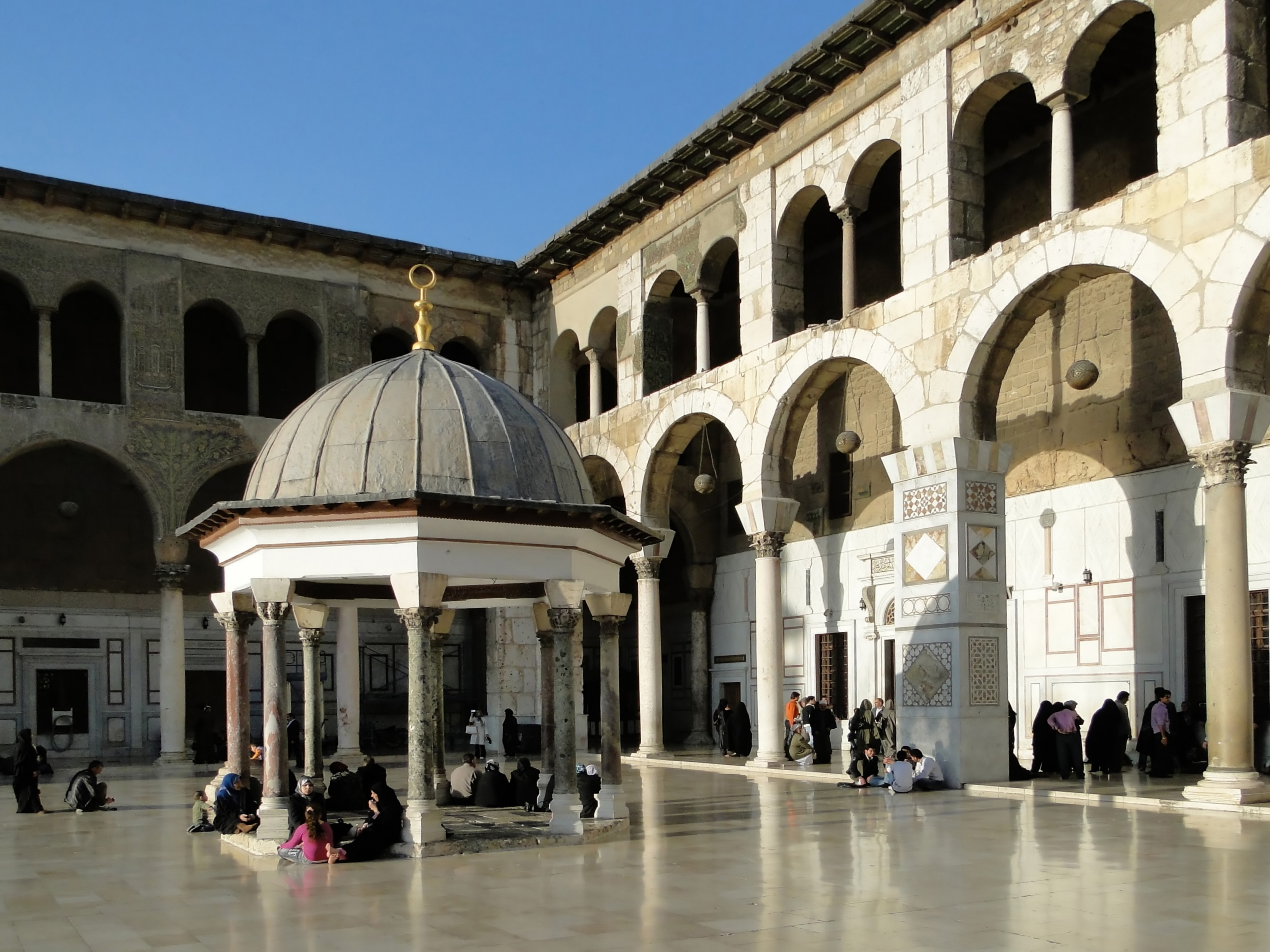
Купол годинників, Мечеть Омеядів
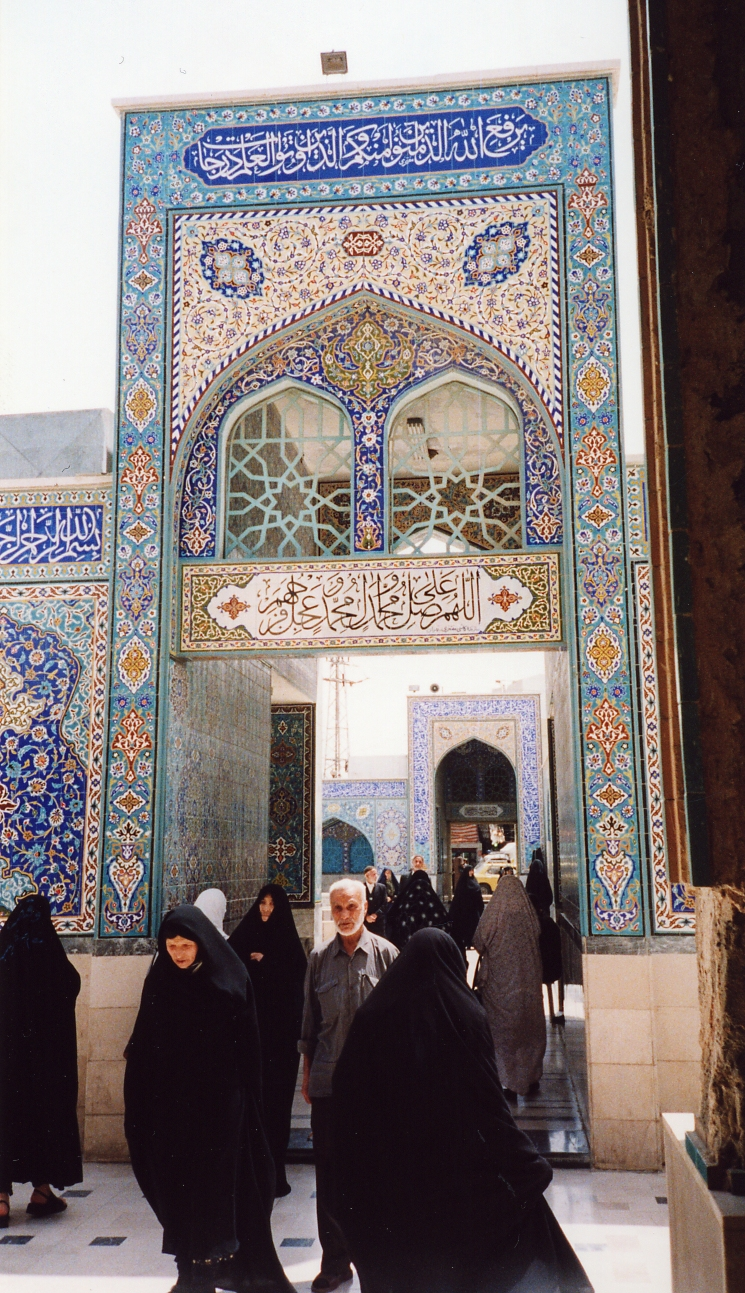
Святилище Саїда Зайнаба, біля Дамаска

## Персоналії
- Язид ібн Муавія (647—683) — другий халіф Омеядського халіфату (26.04.680—12.11.683), представник старшої гілки династії Омеядів — Суф'янідів, син Муавії I та Майсун бінт Бахдаль ібн Унейм аль-Кальбія
- Сулайман ібн Абд аль-Малік (674—717) — омеядський халіф
- Іван Дамаскин (675—749/753) — знаменитий богослов і філософ, церковний письменник
- Язід II ібн Абд аль-Малік (бл. 685/687 — 724) — омеядський халіф
- Хішам ібн Абдул-Малік (691—743) — омеядський халіф
- Абдаррахман І (731 /734 — 788) — емір Андалусії.

## Галерея

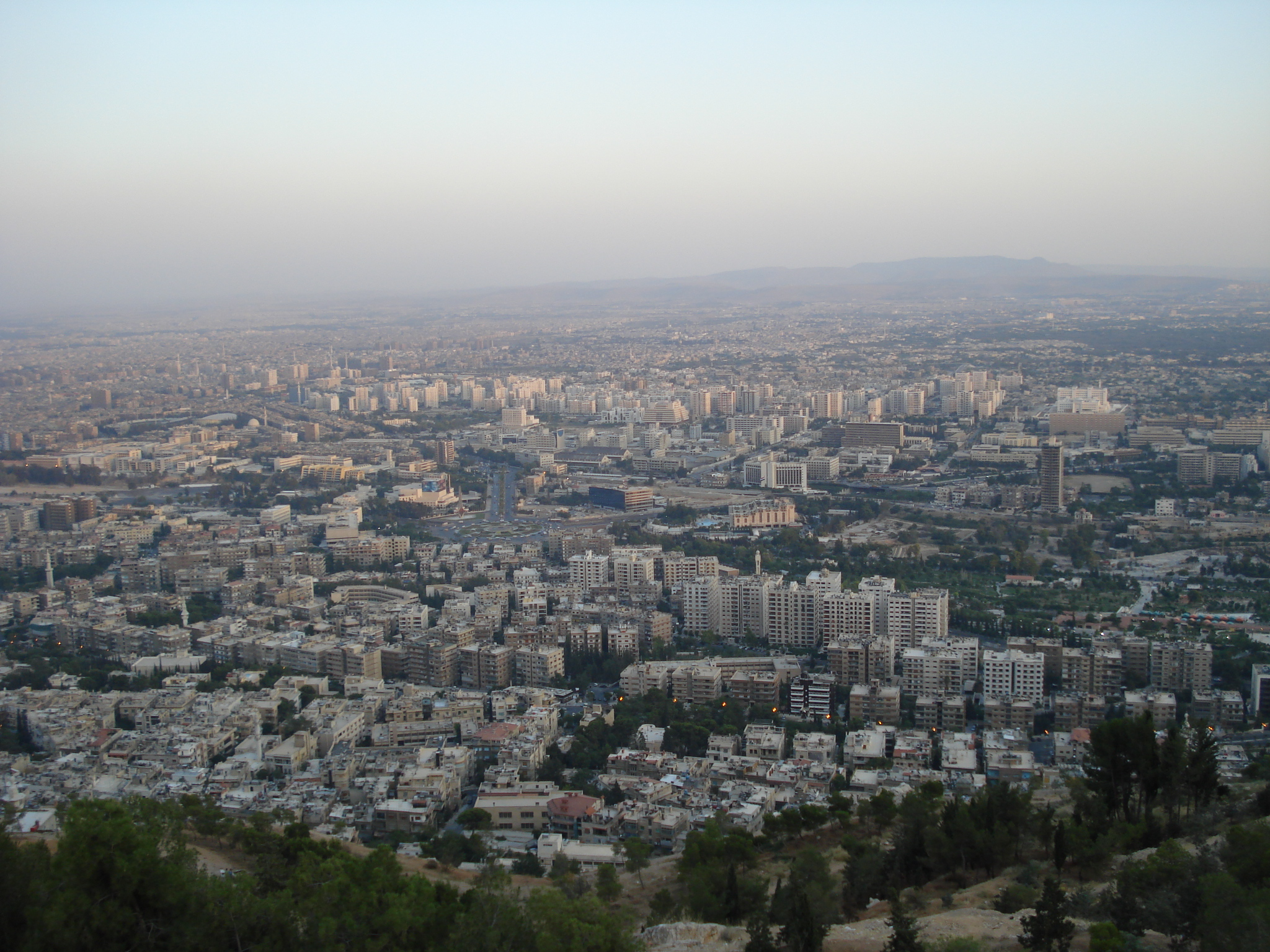
Загальний вигляд
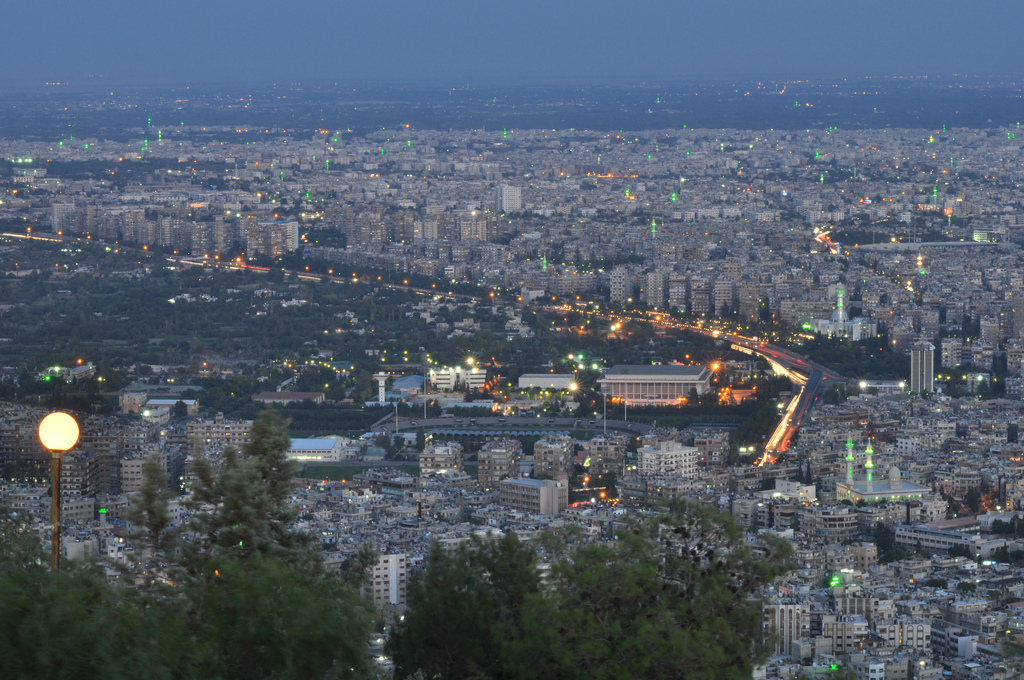
Загальний вигляд
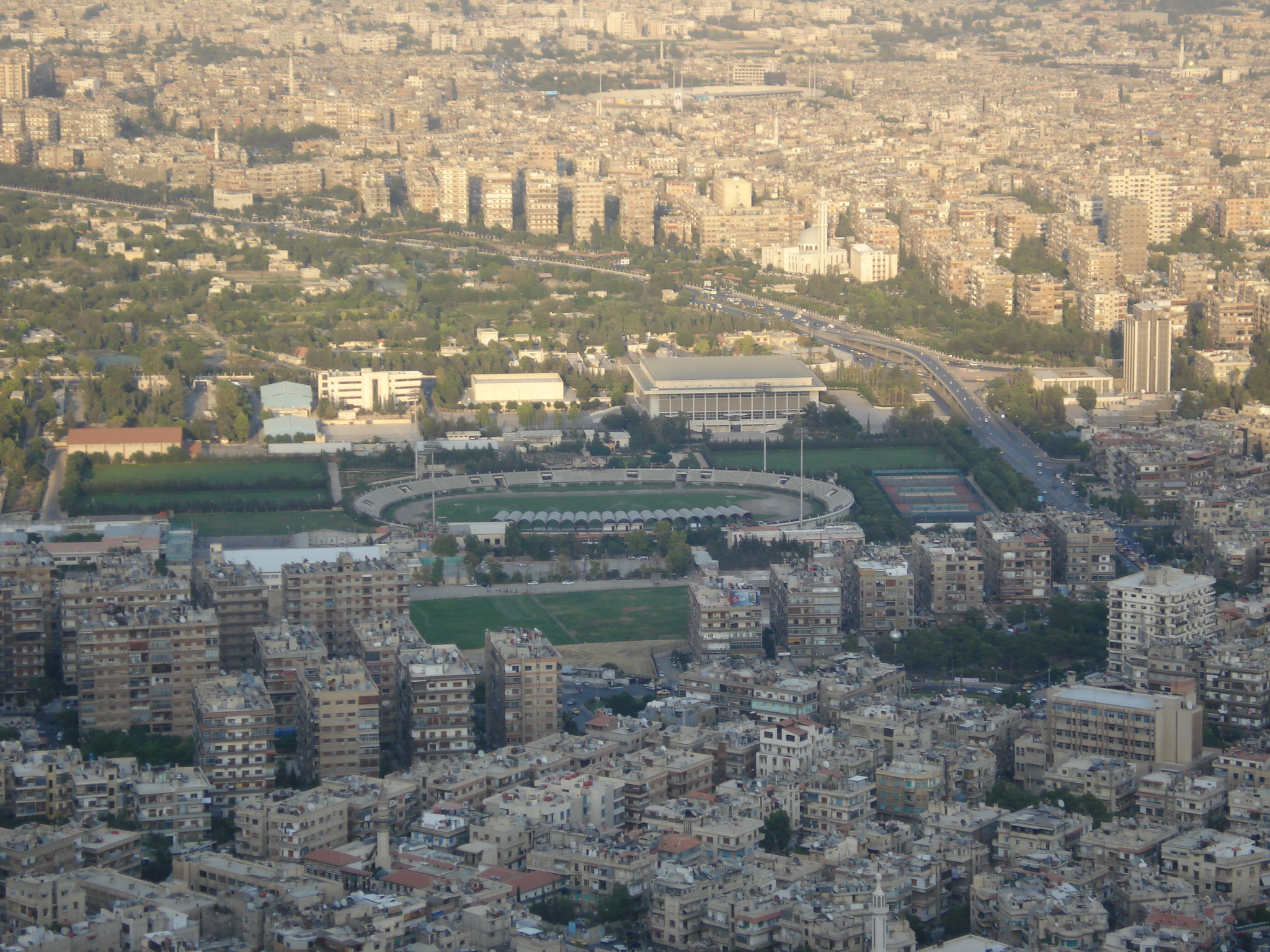
Стадіон Аль-Файха
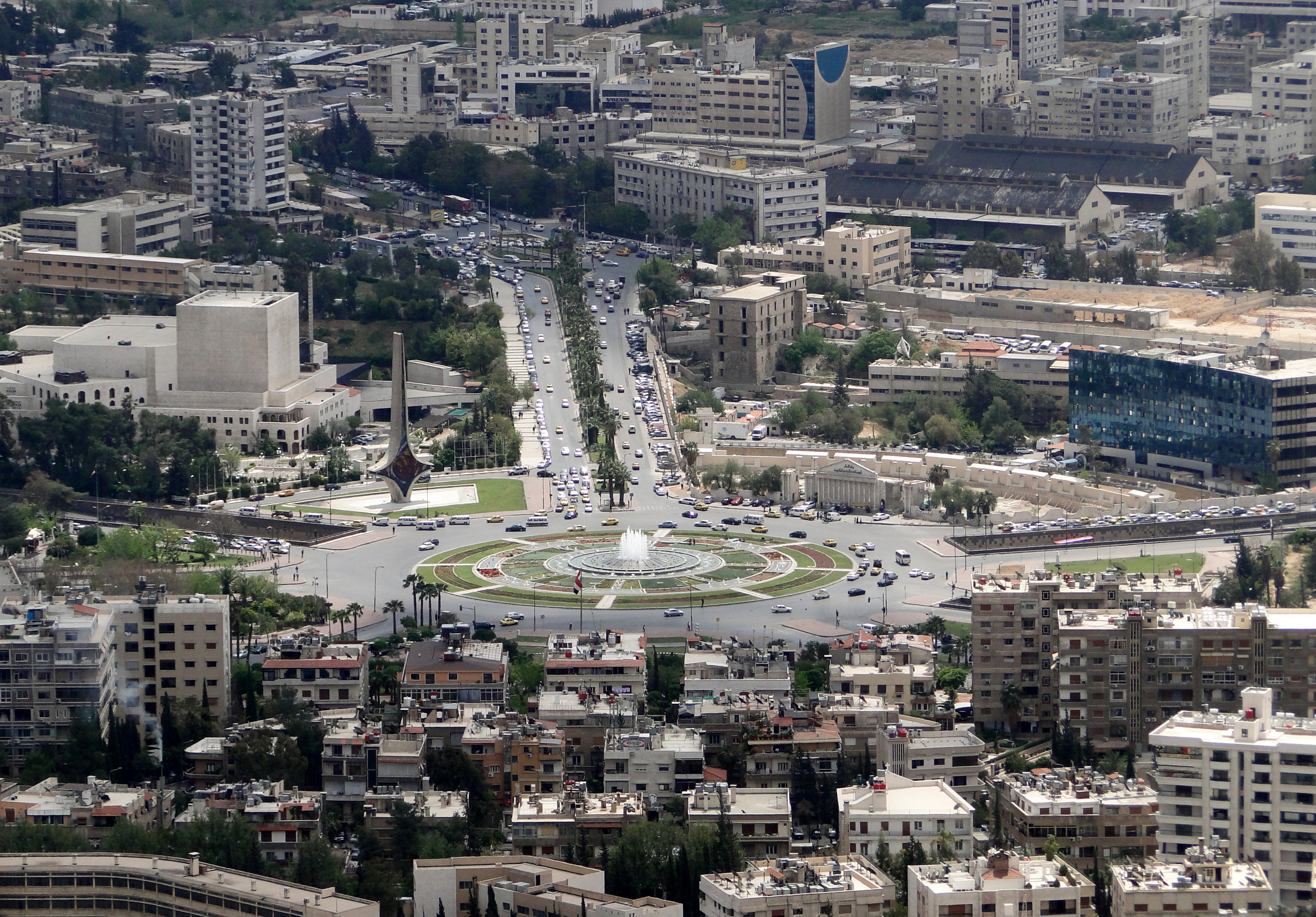
Площа Омеядів
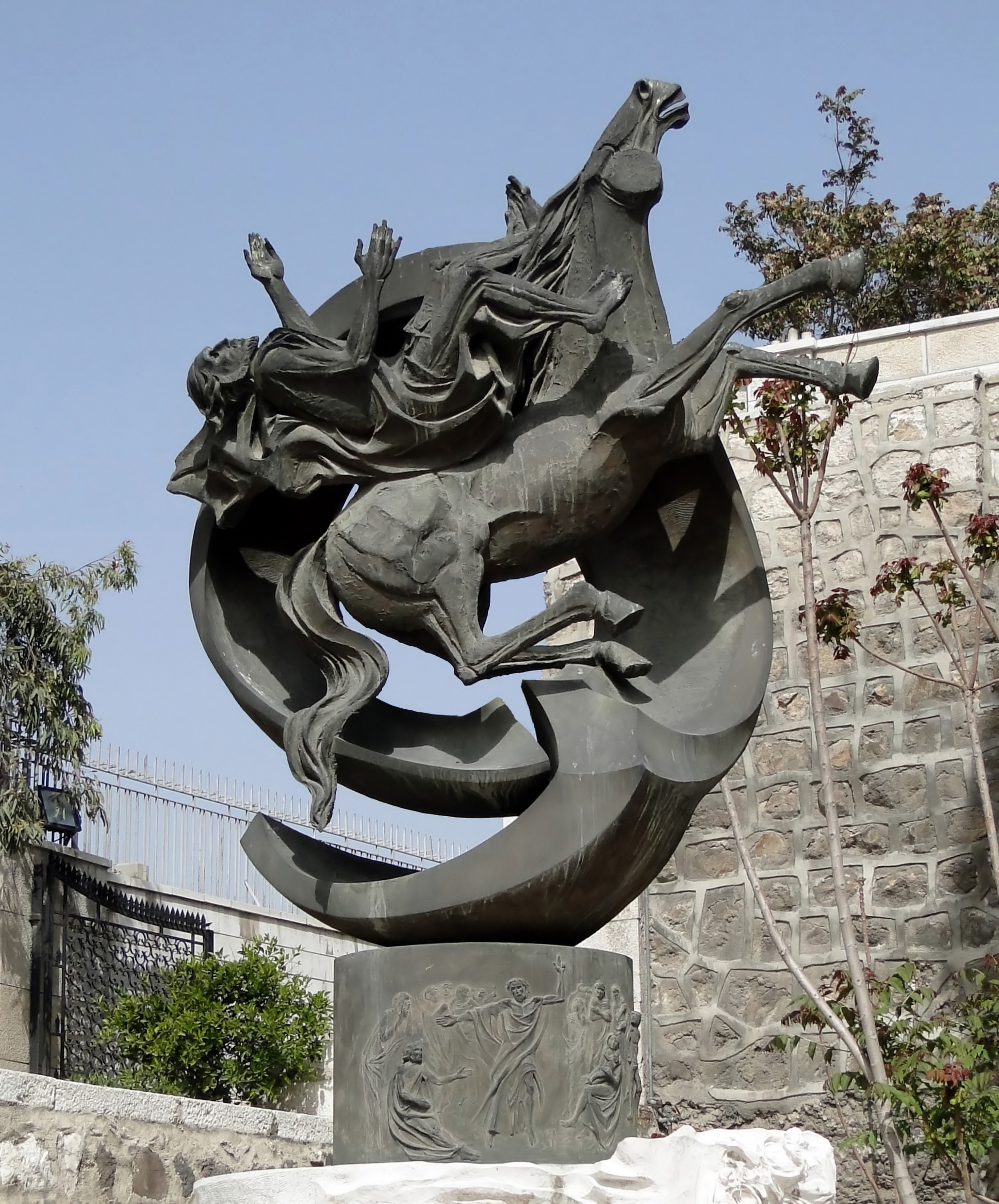
Статуя святого Павла
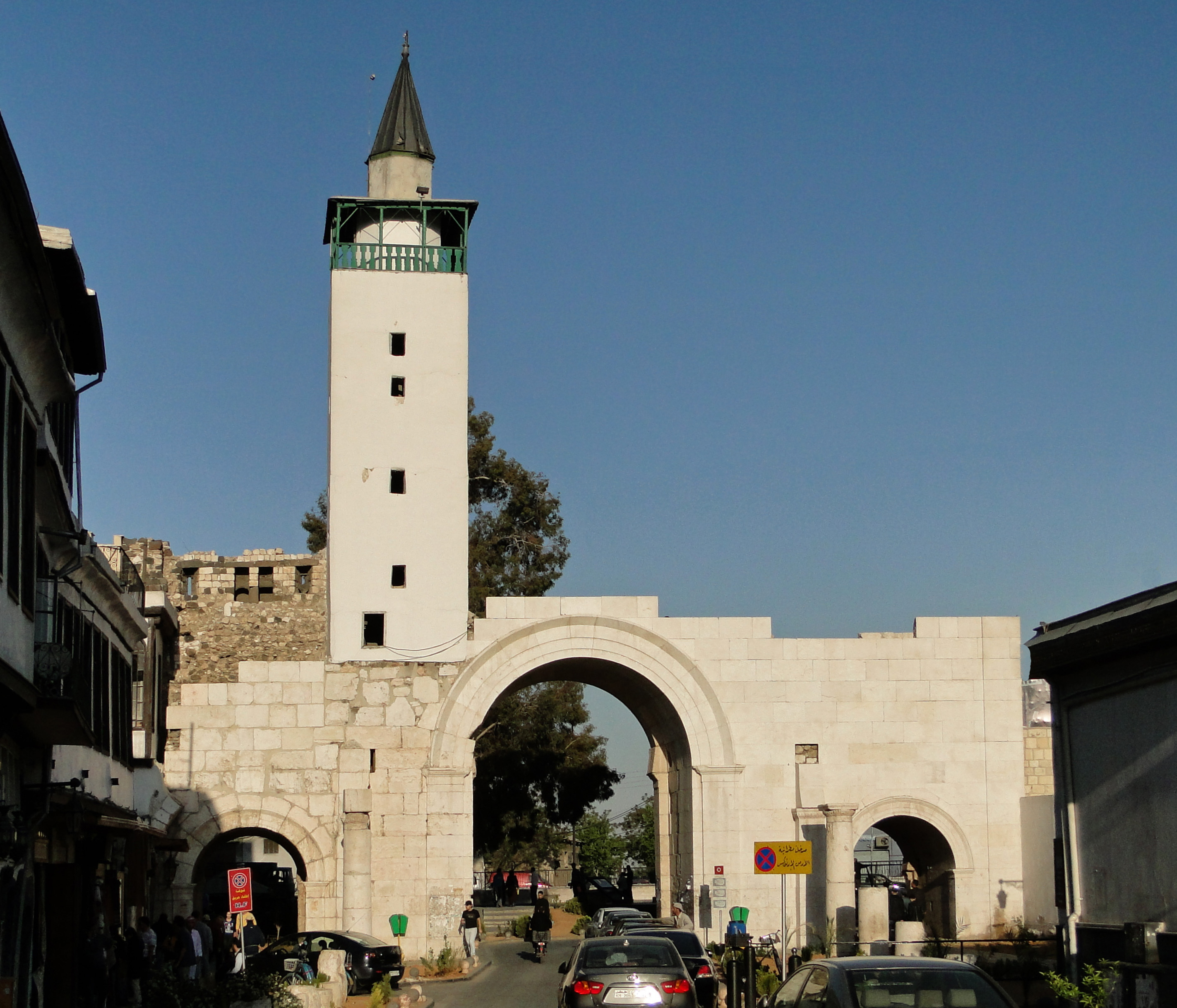
Баб Шаркі
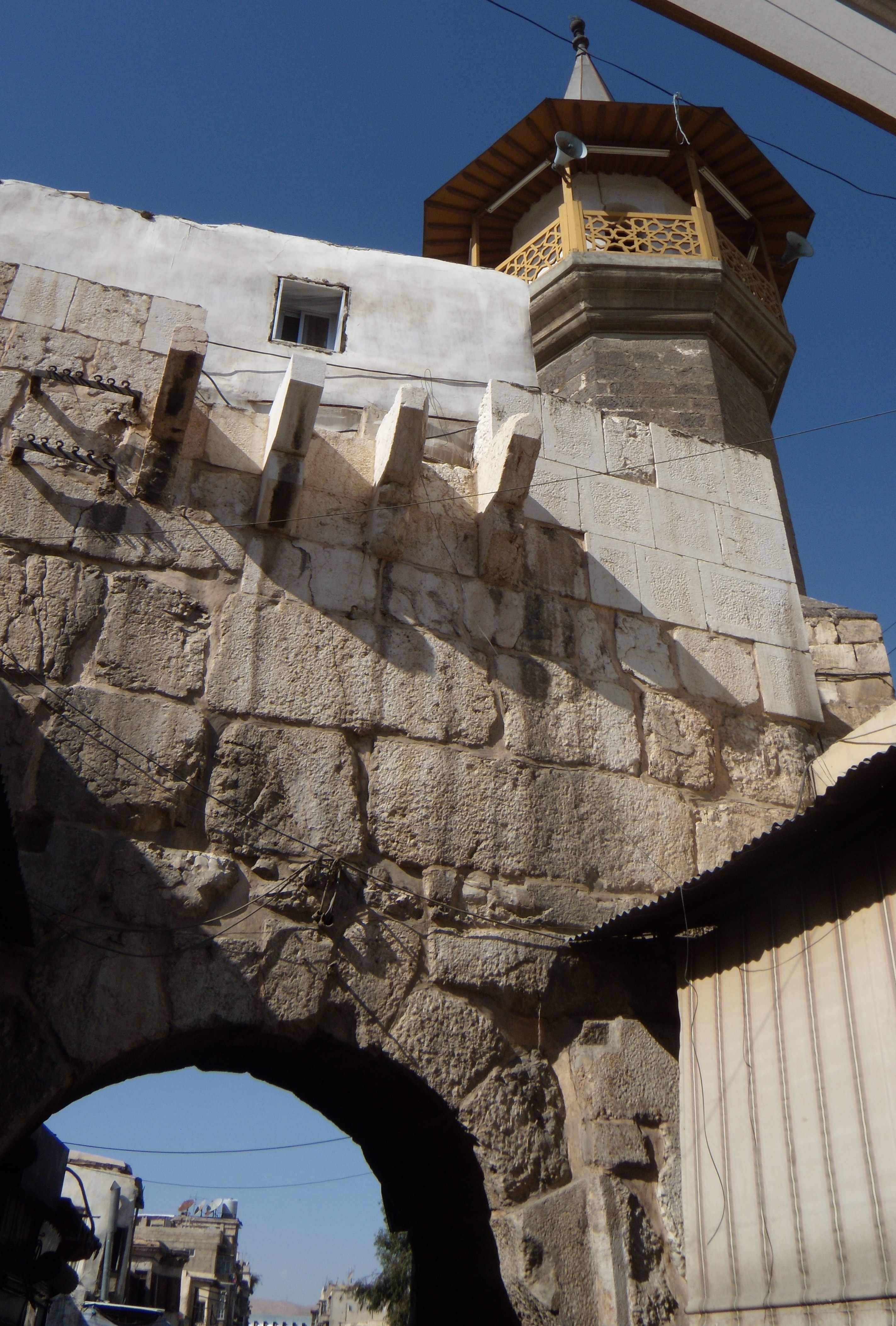
Баб аль Сагір
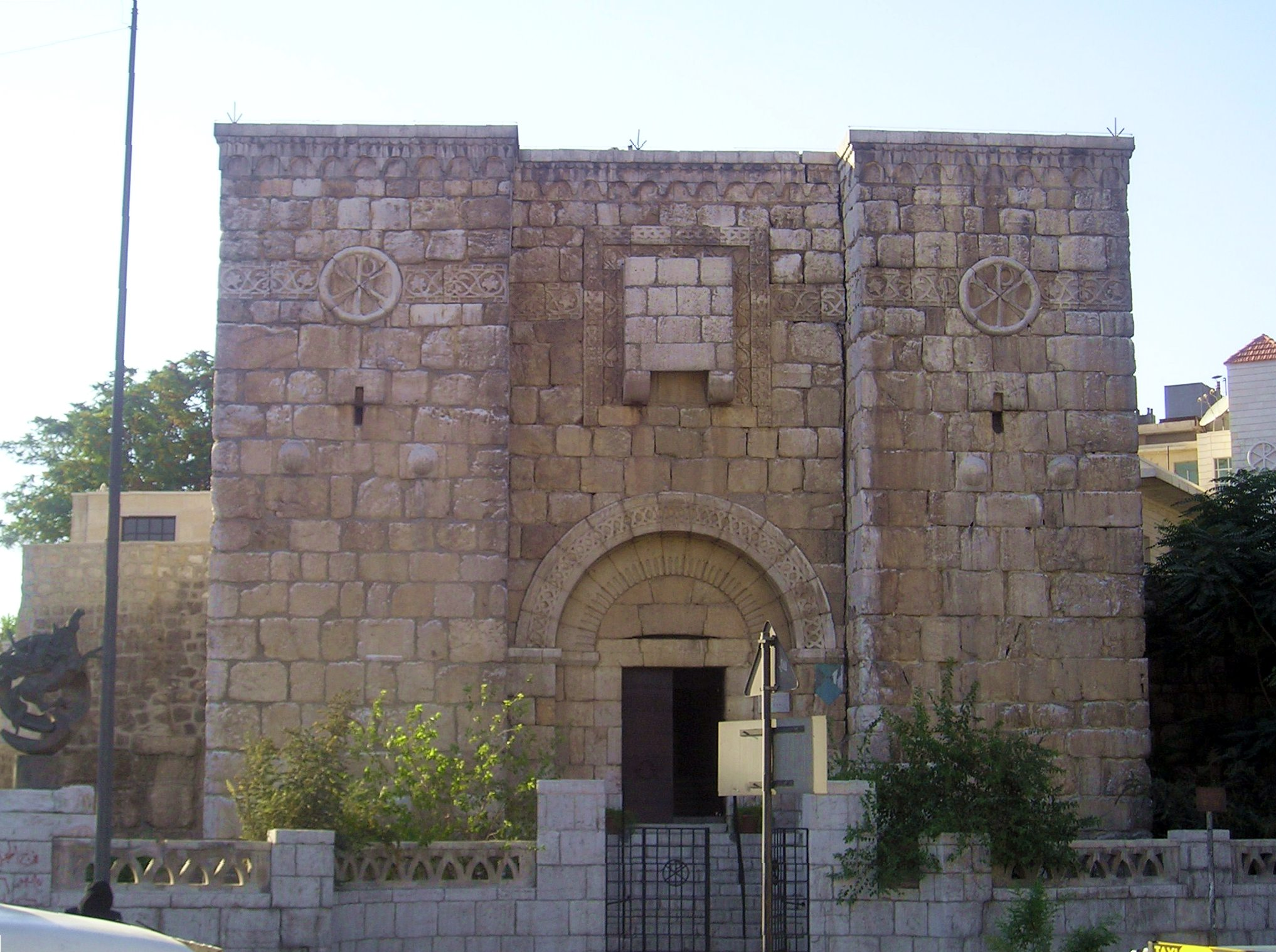
Баб Кісан у старому місті
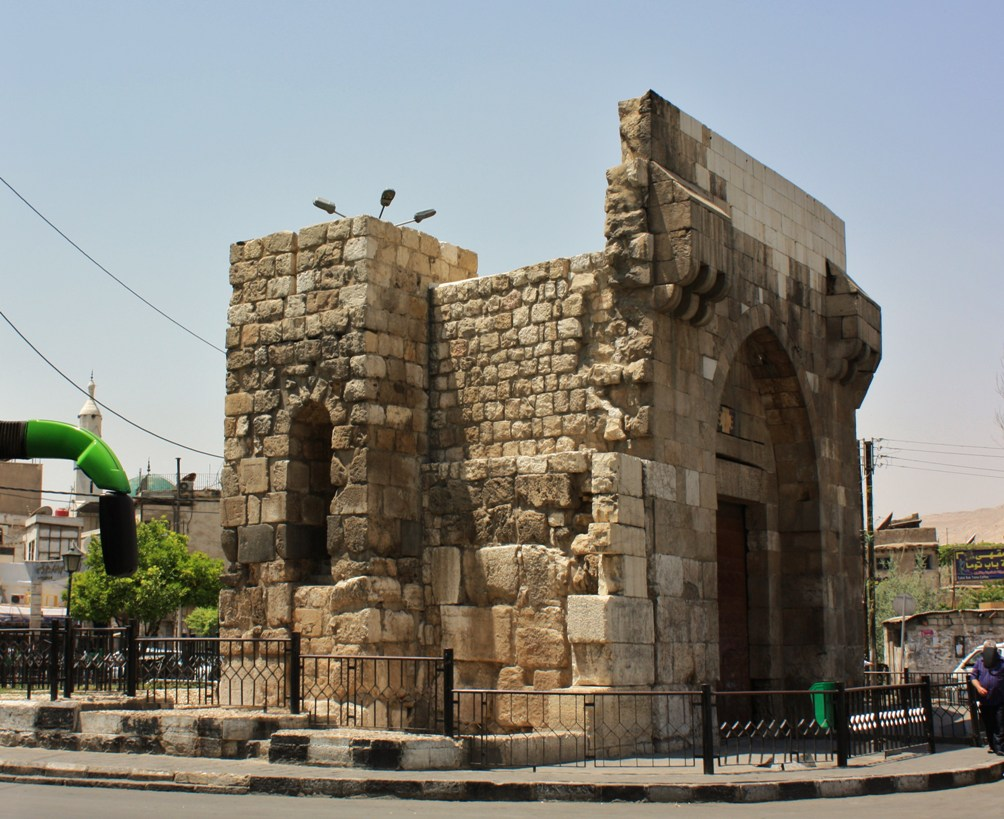
Ворота Баб Тума
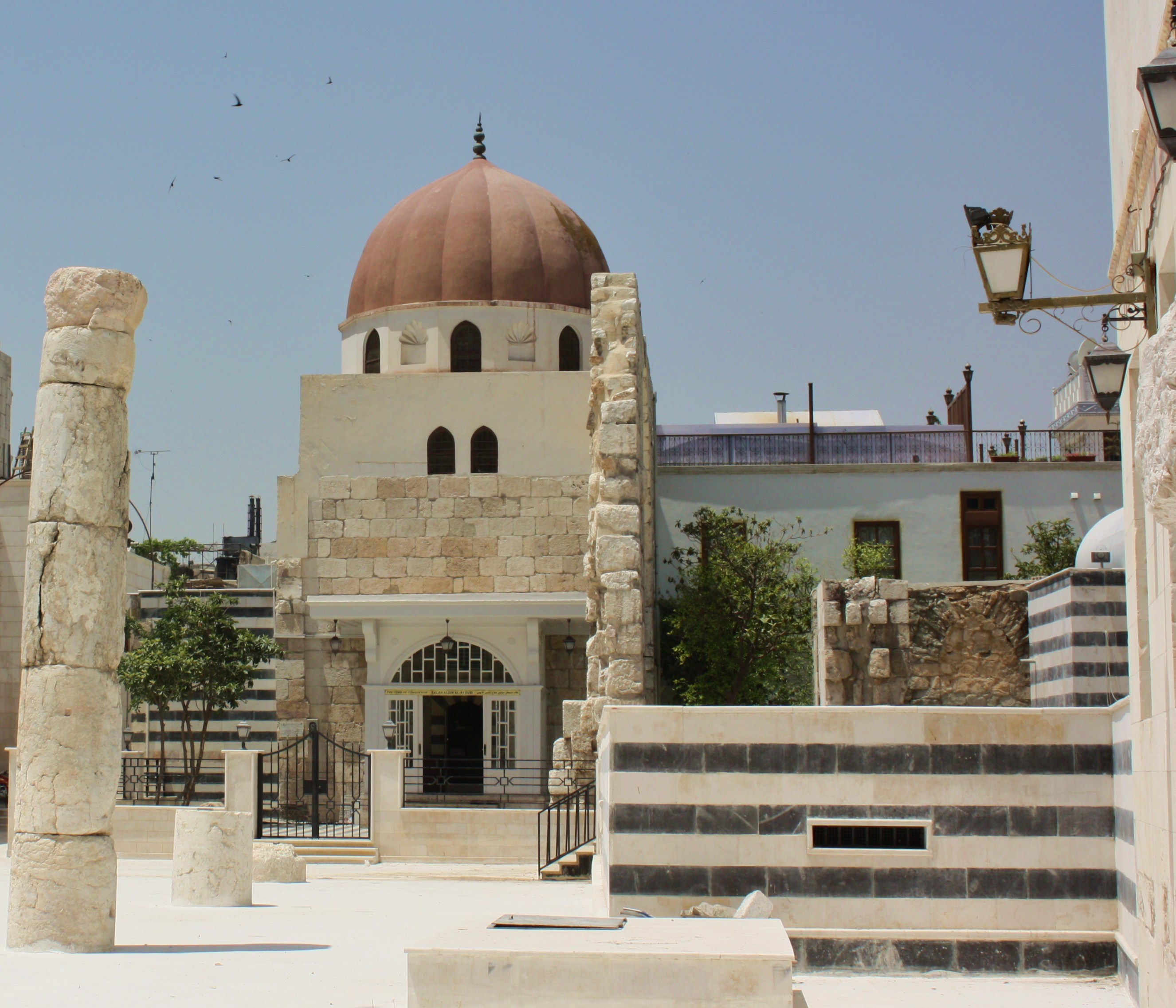
Мавзолей Саладіна
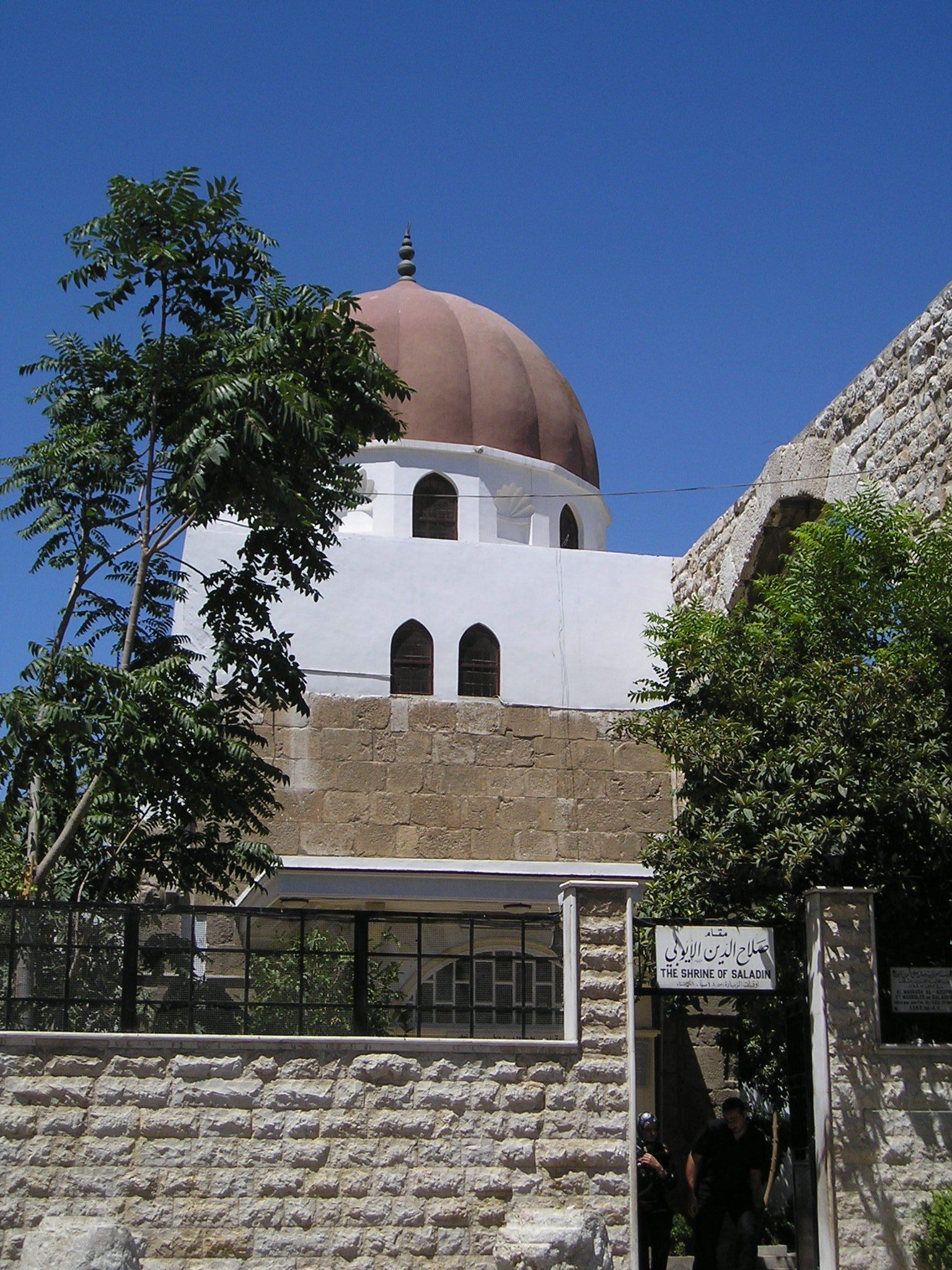
Мавзолей Саладіна
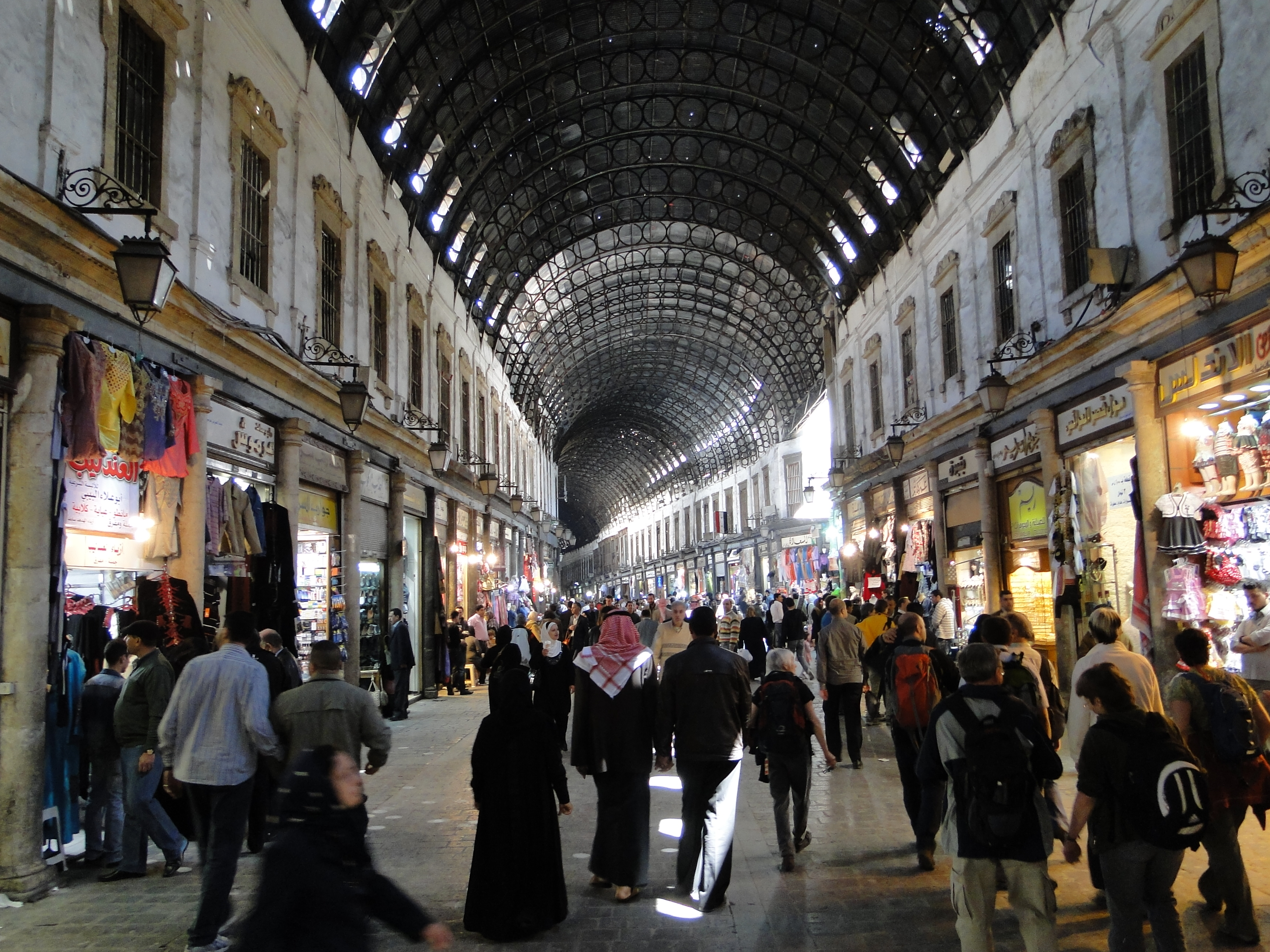
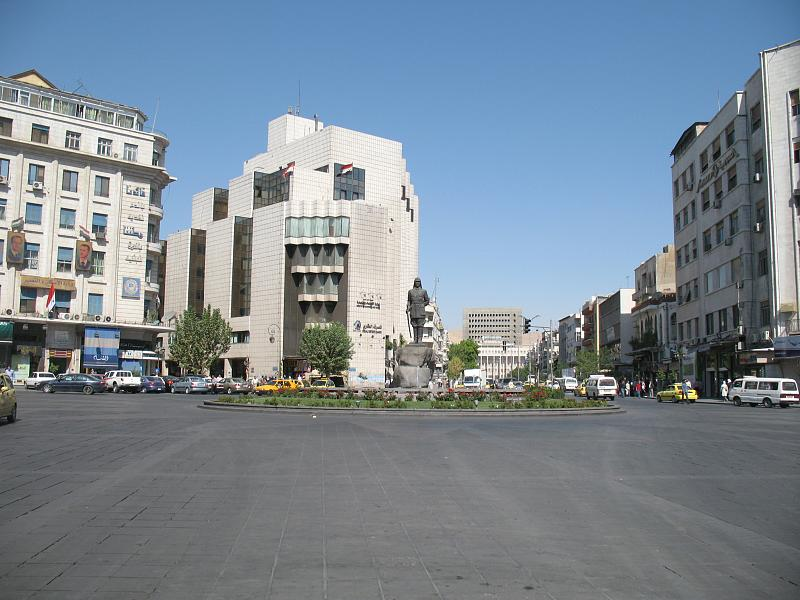
Центр
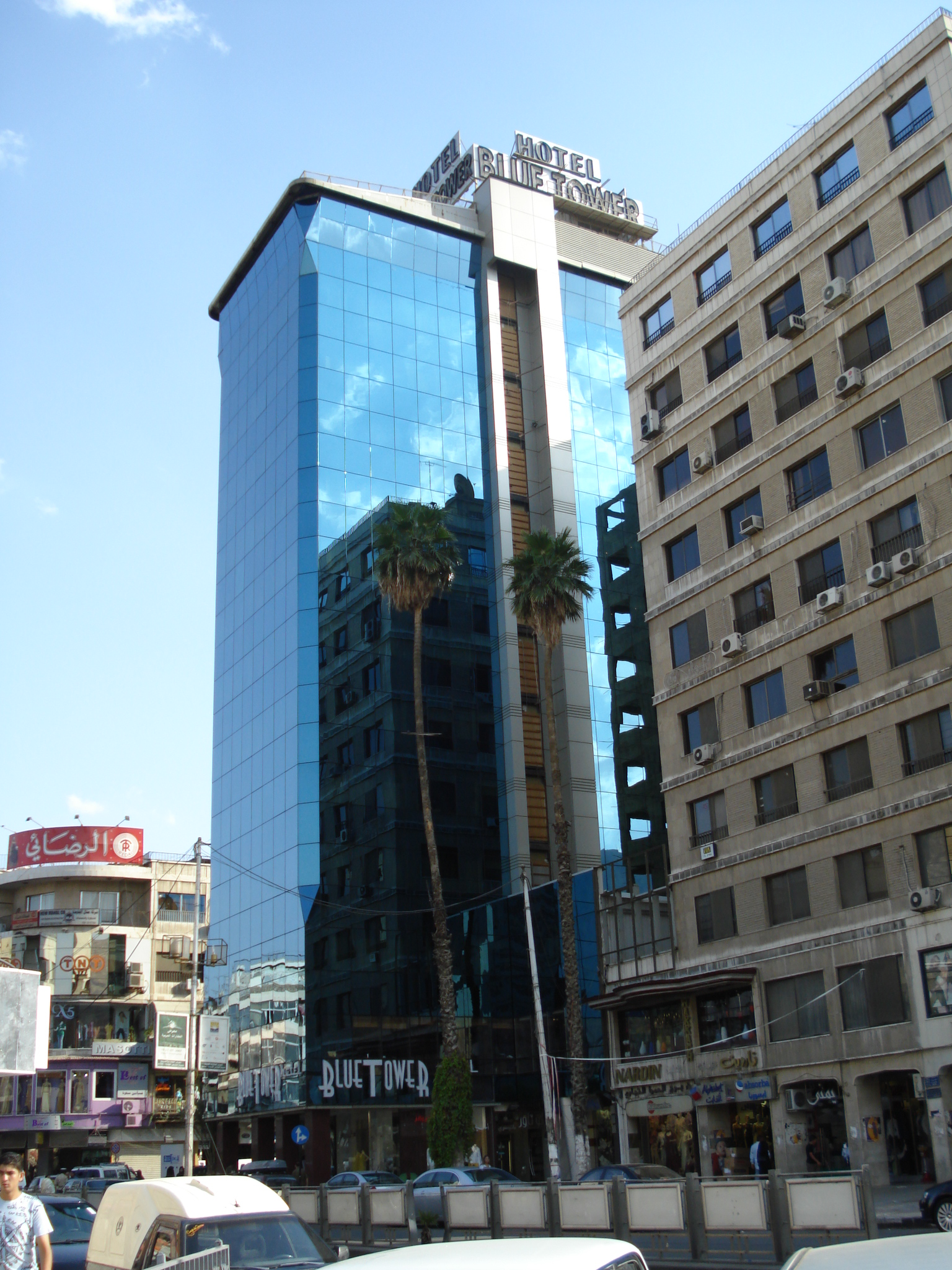
Блакитна вежа
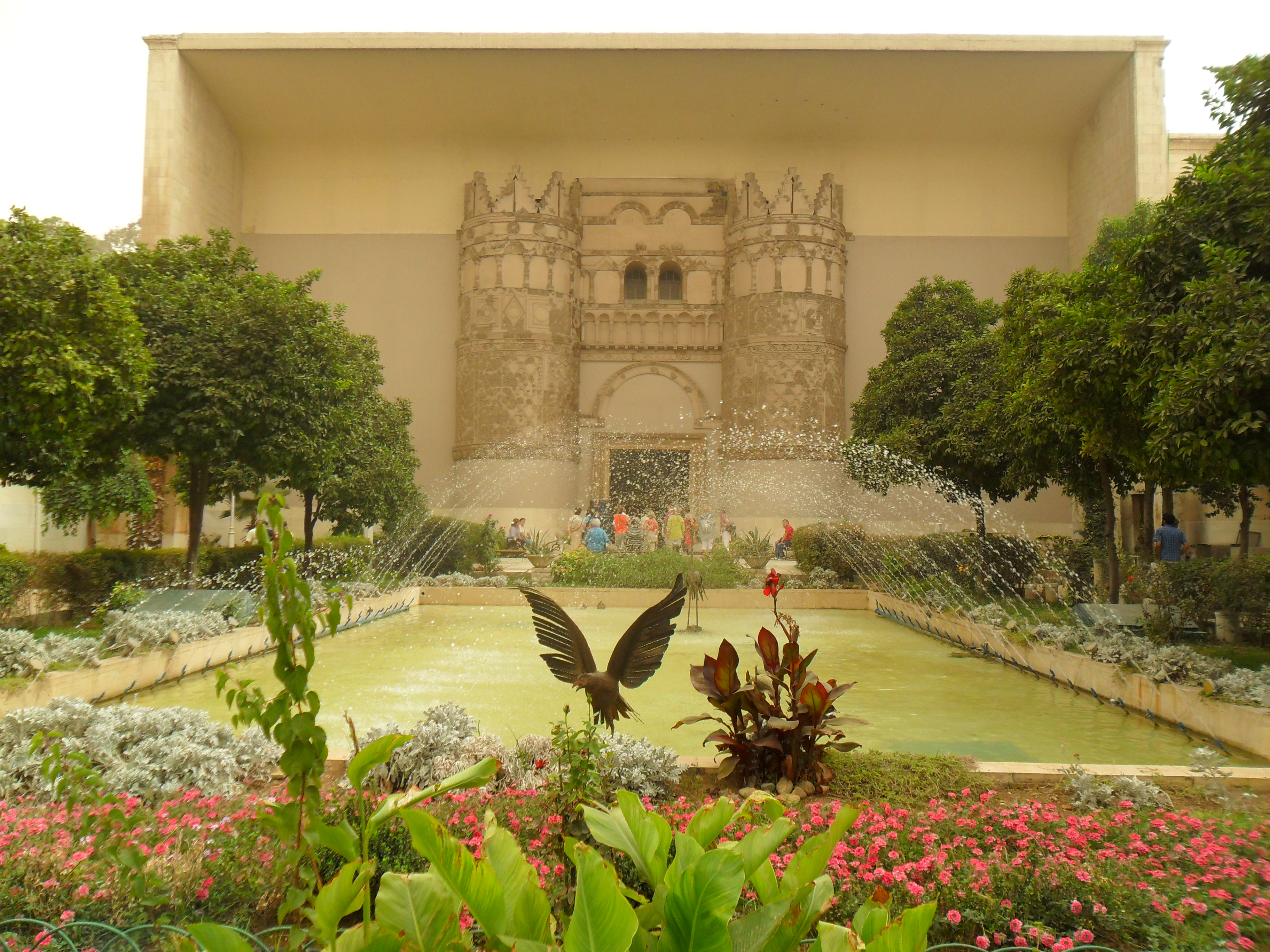
Дамаскський національний музей, ворота замку Омеядів
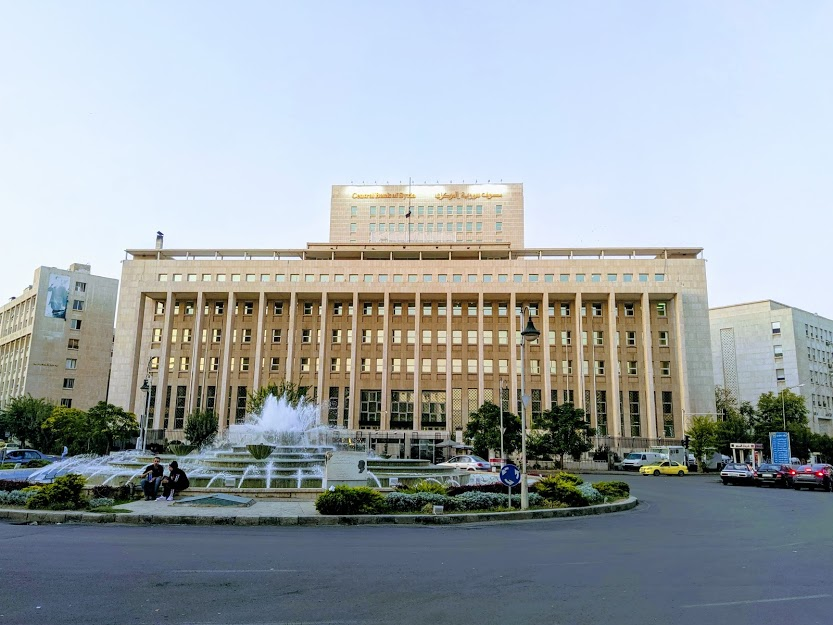
Центральний банк Сирії
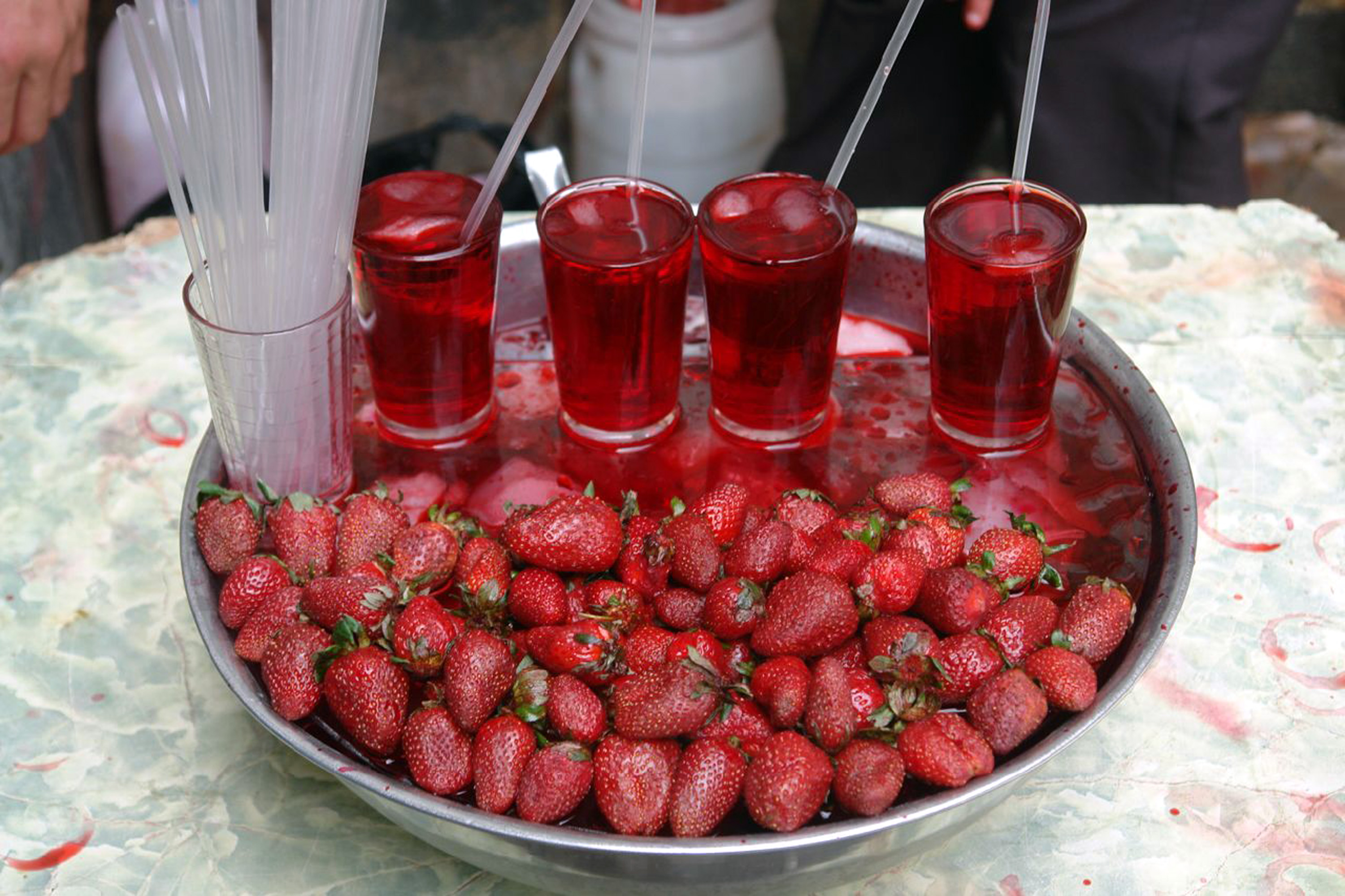
Свіжовичавлений полуничний сік
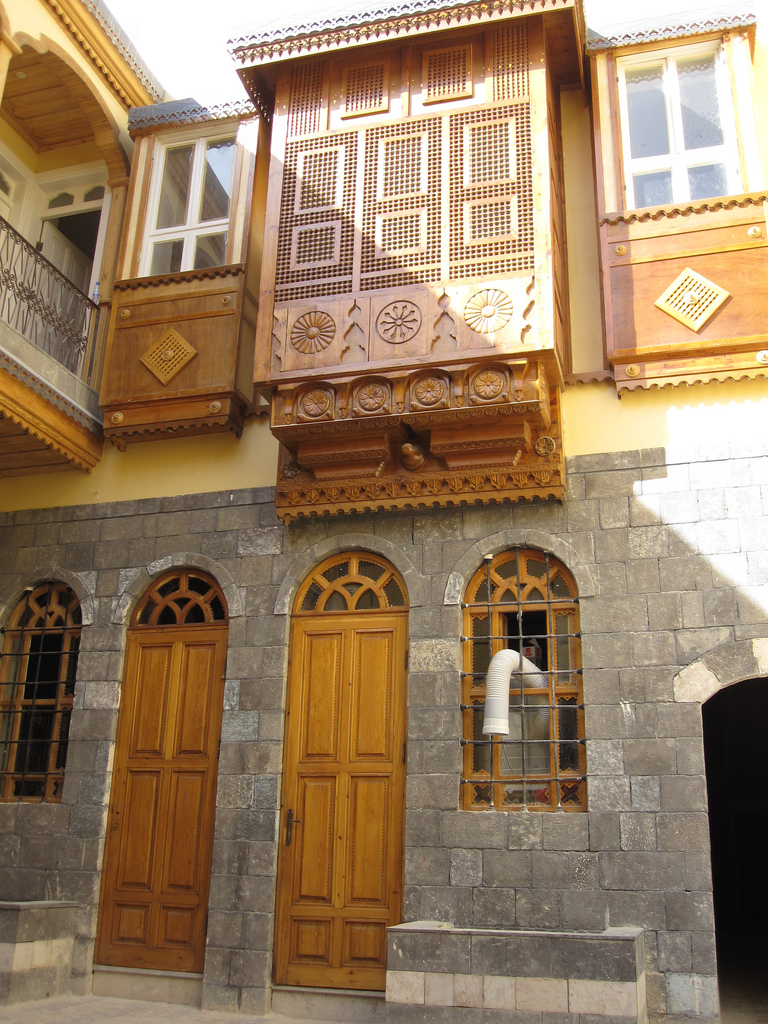
Околиці Дамаску, єврейський квартал
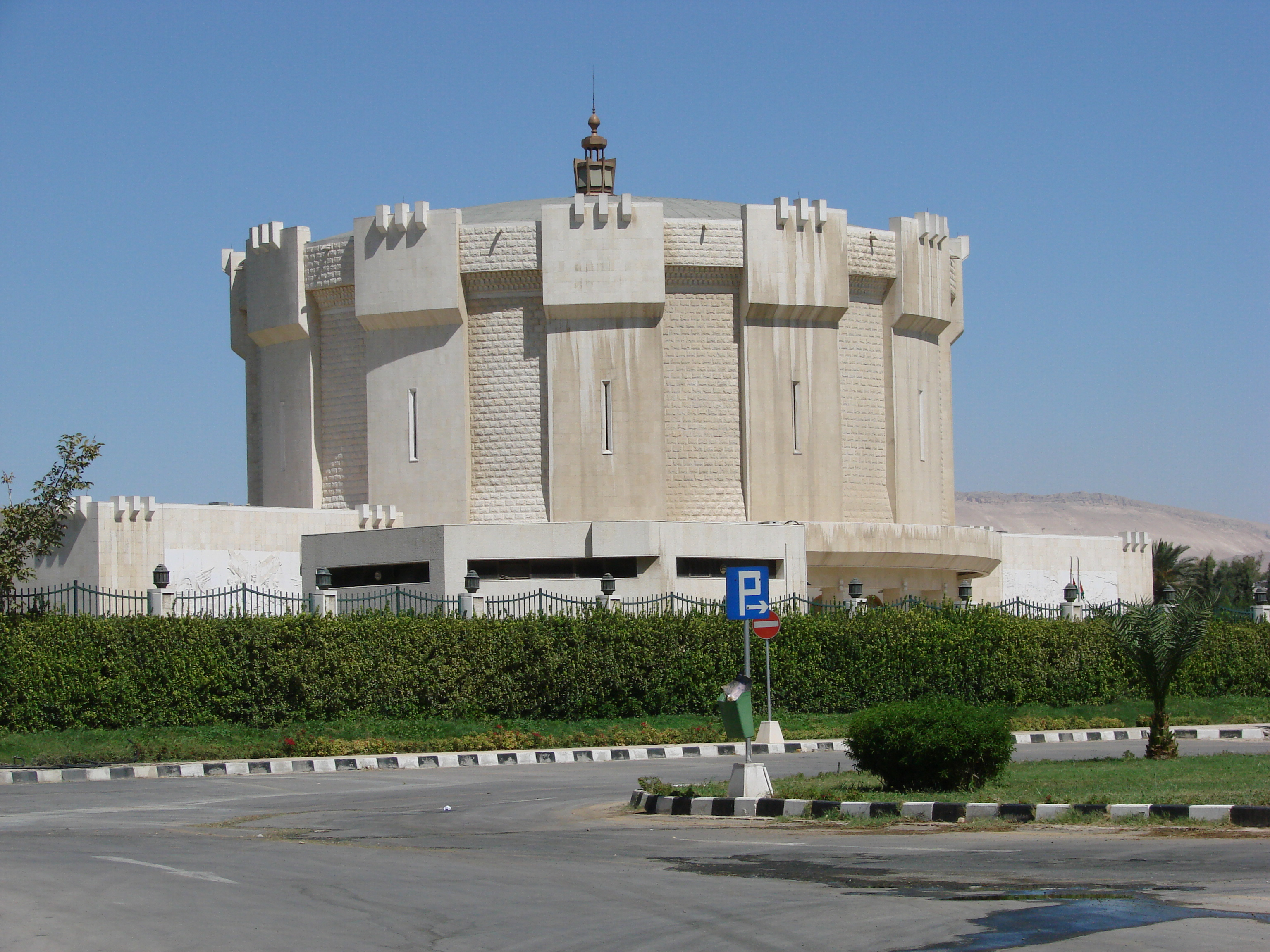
Панорама Жовтневої війни
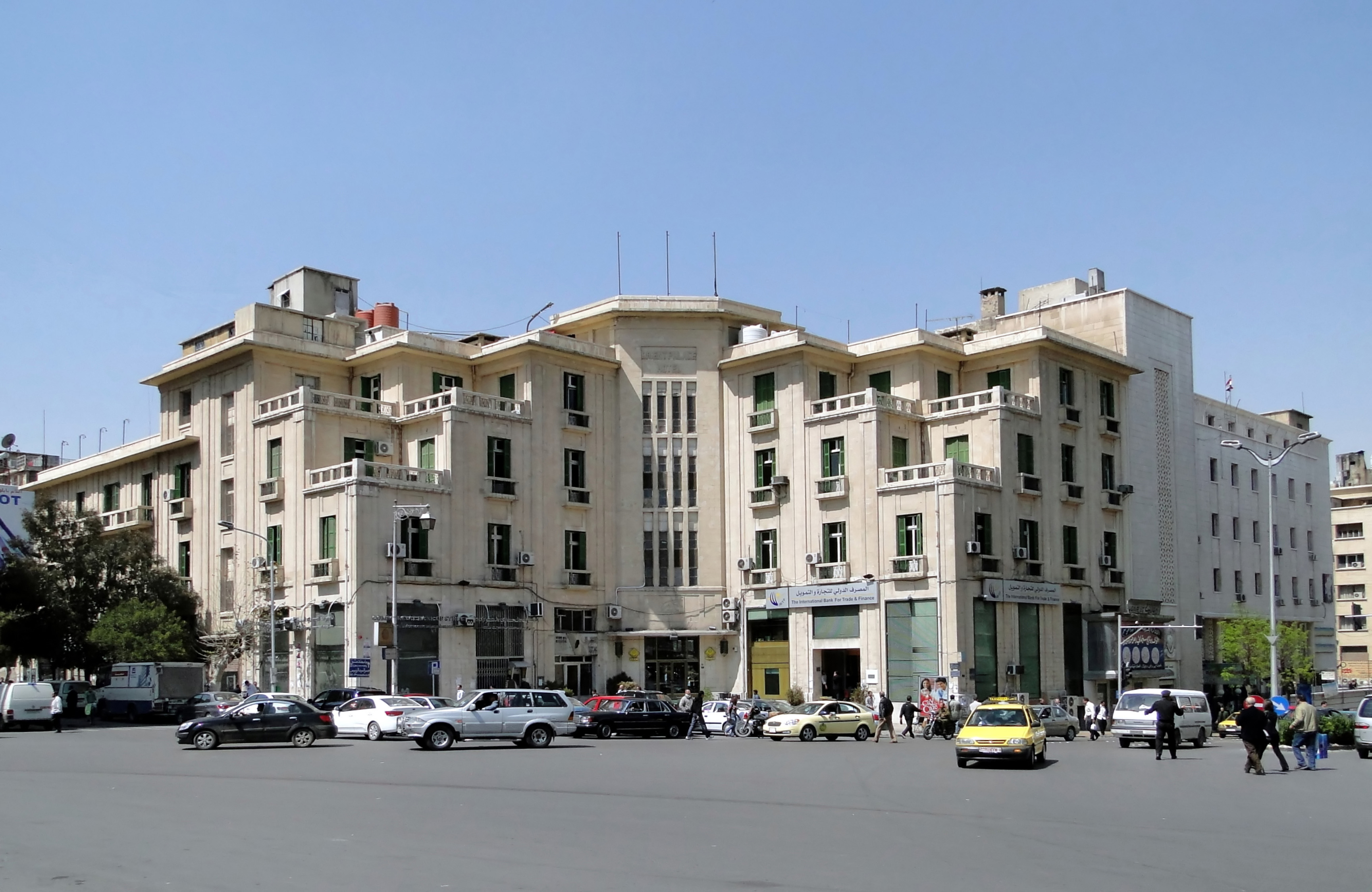
Готель Східний палац
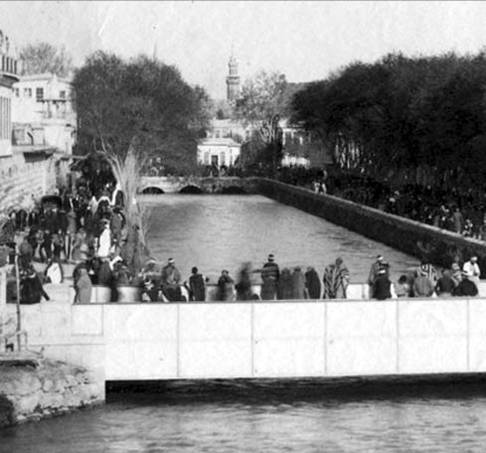
Готель Вікторія Брідж
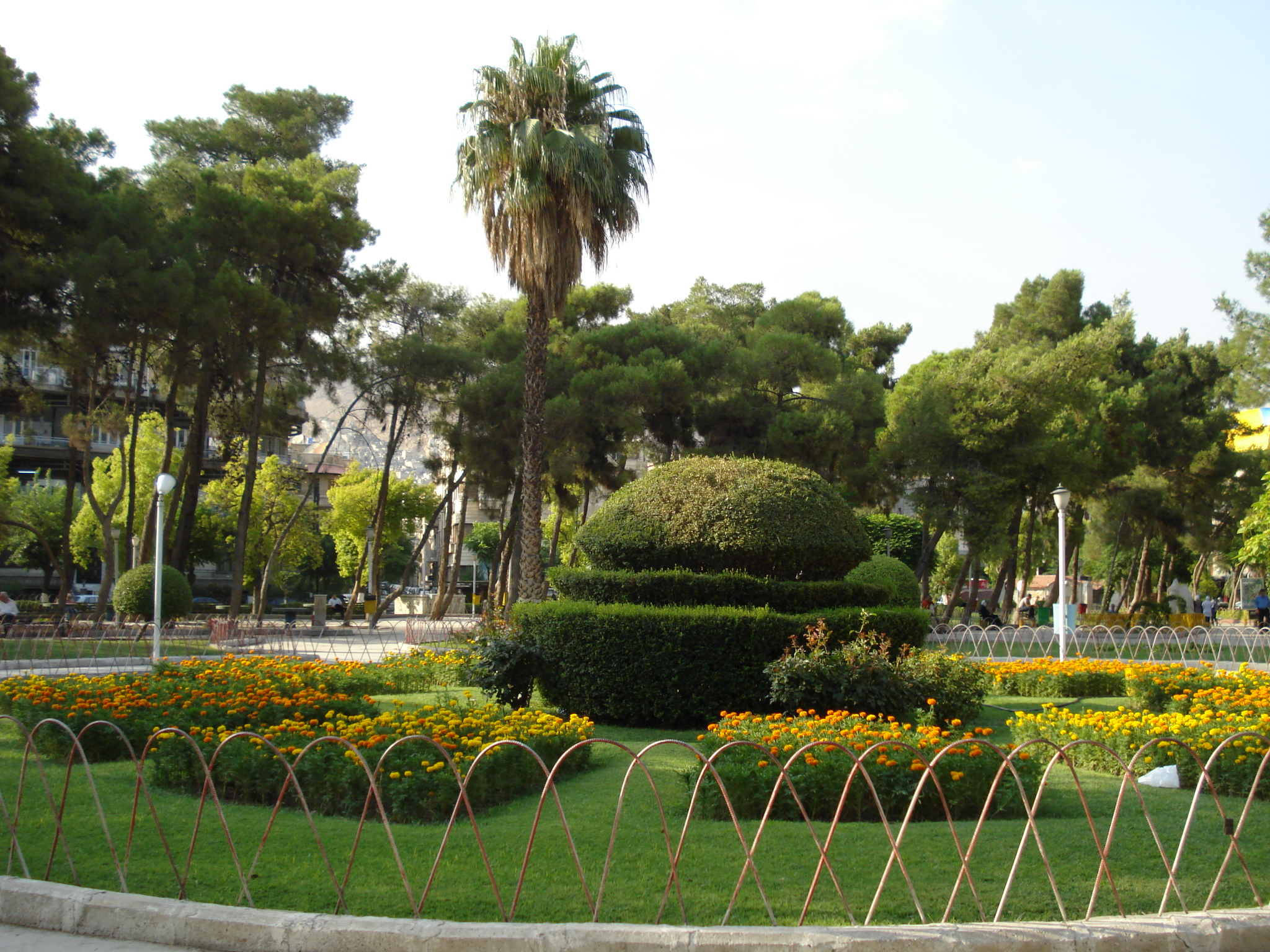
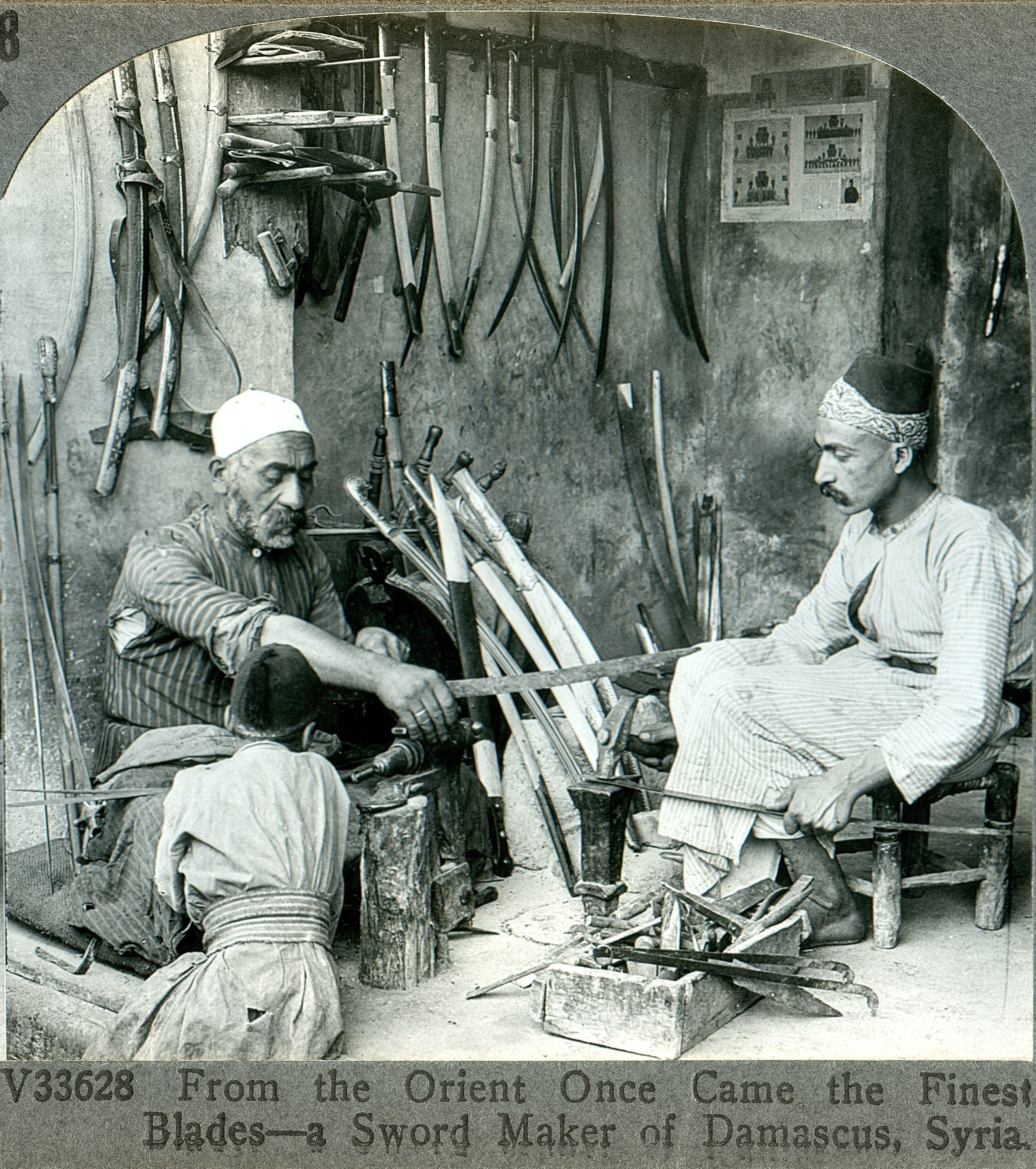
Дамаскські ковалі клинків
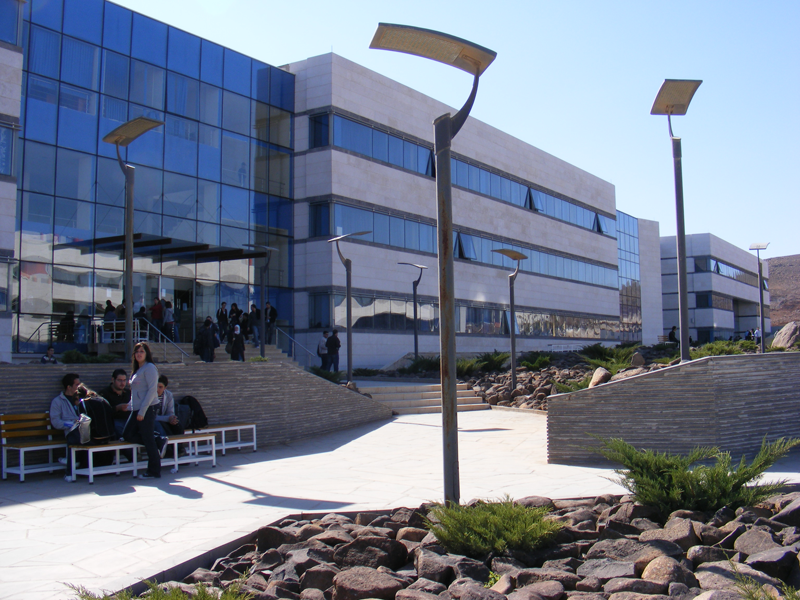
Арабський міжнародний університет
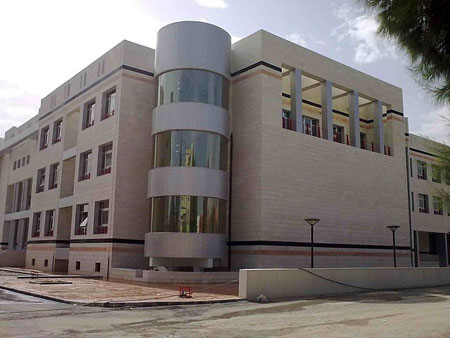
Університет
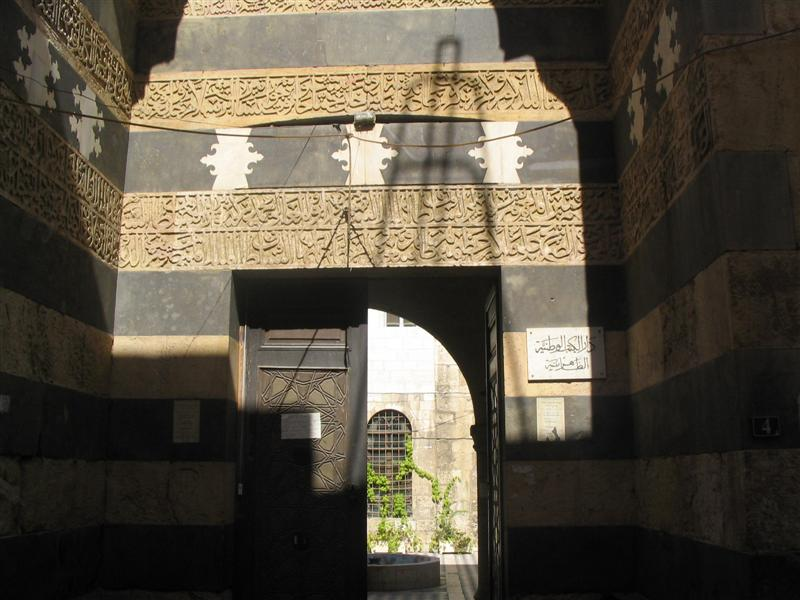
Бібліотека
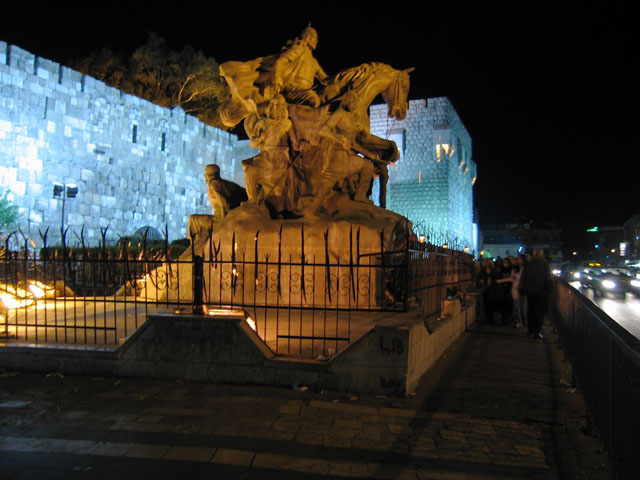
Цитадель
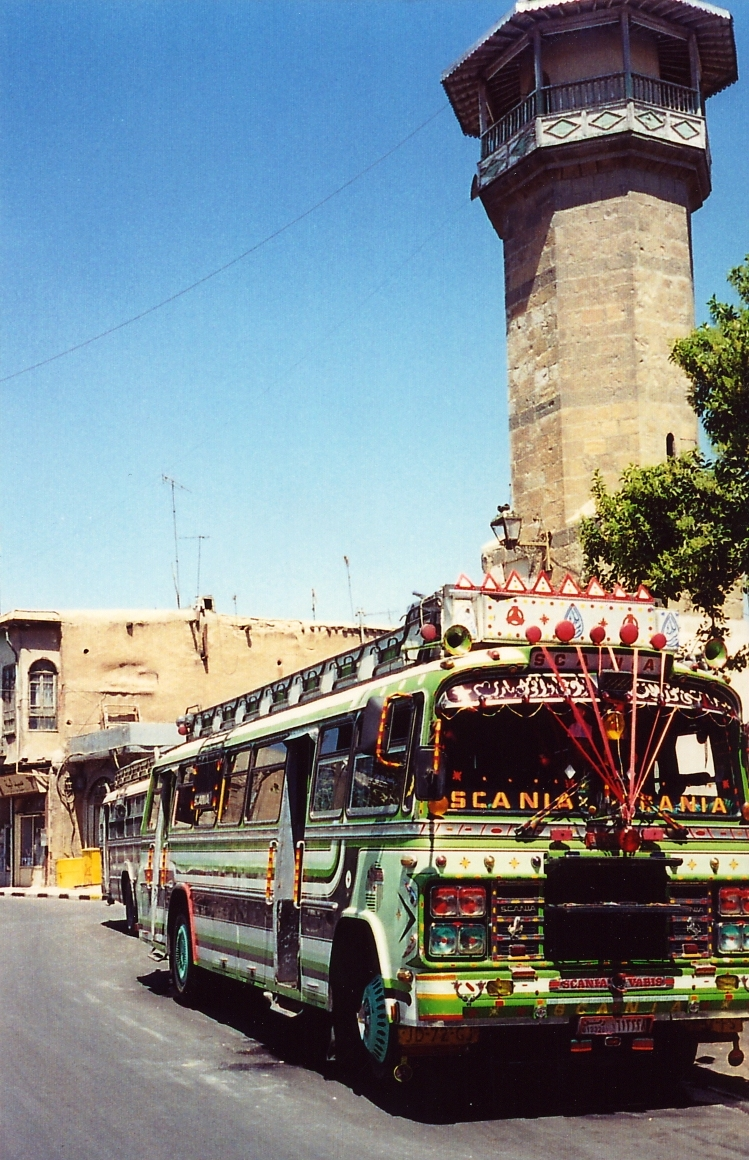
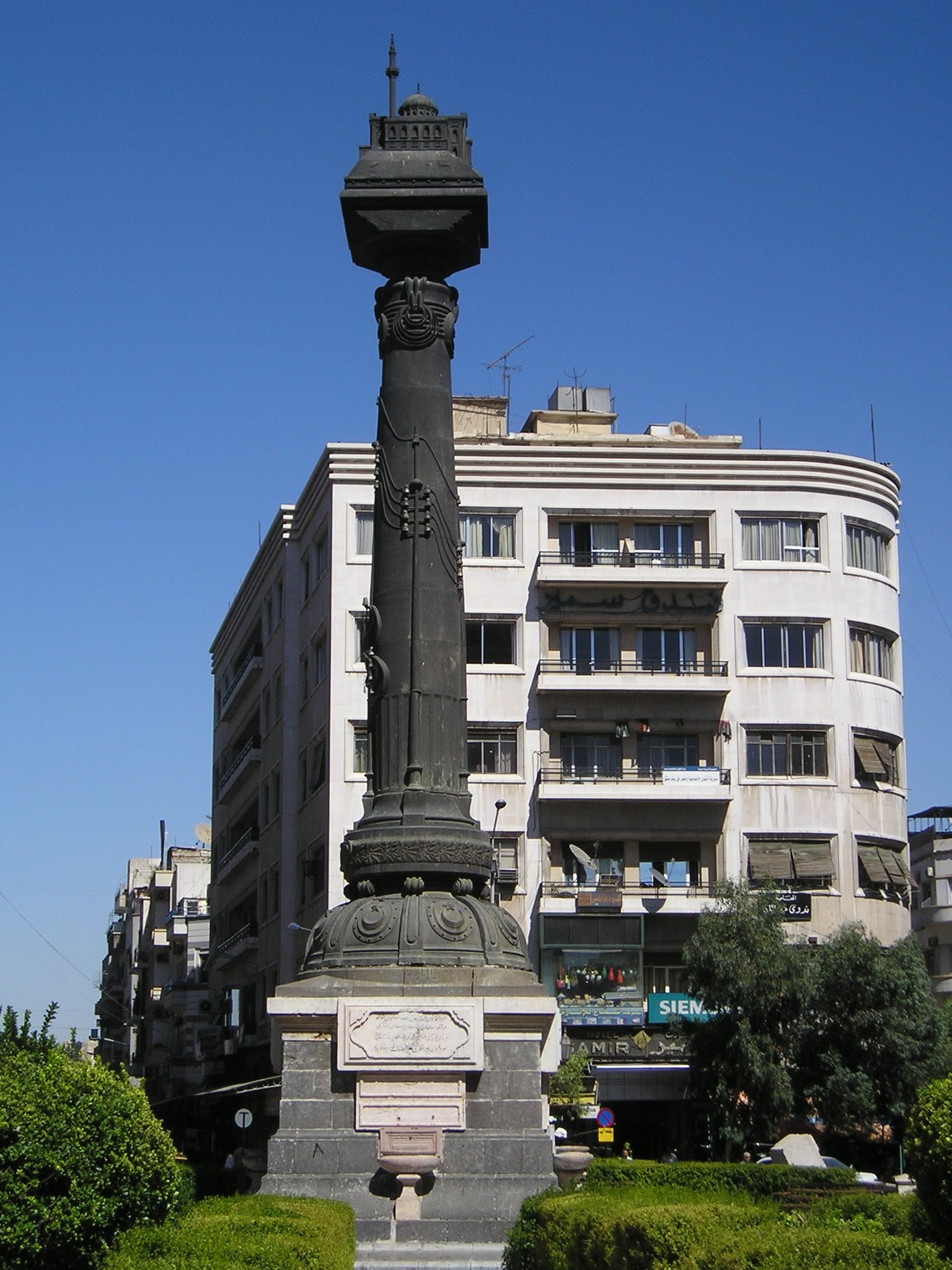
Колонна на площі Аль Марджа
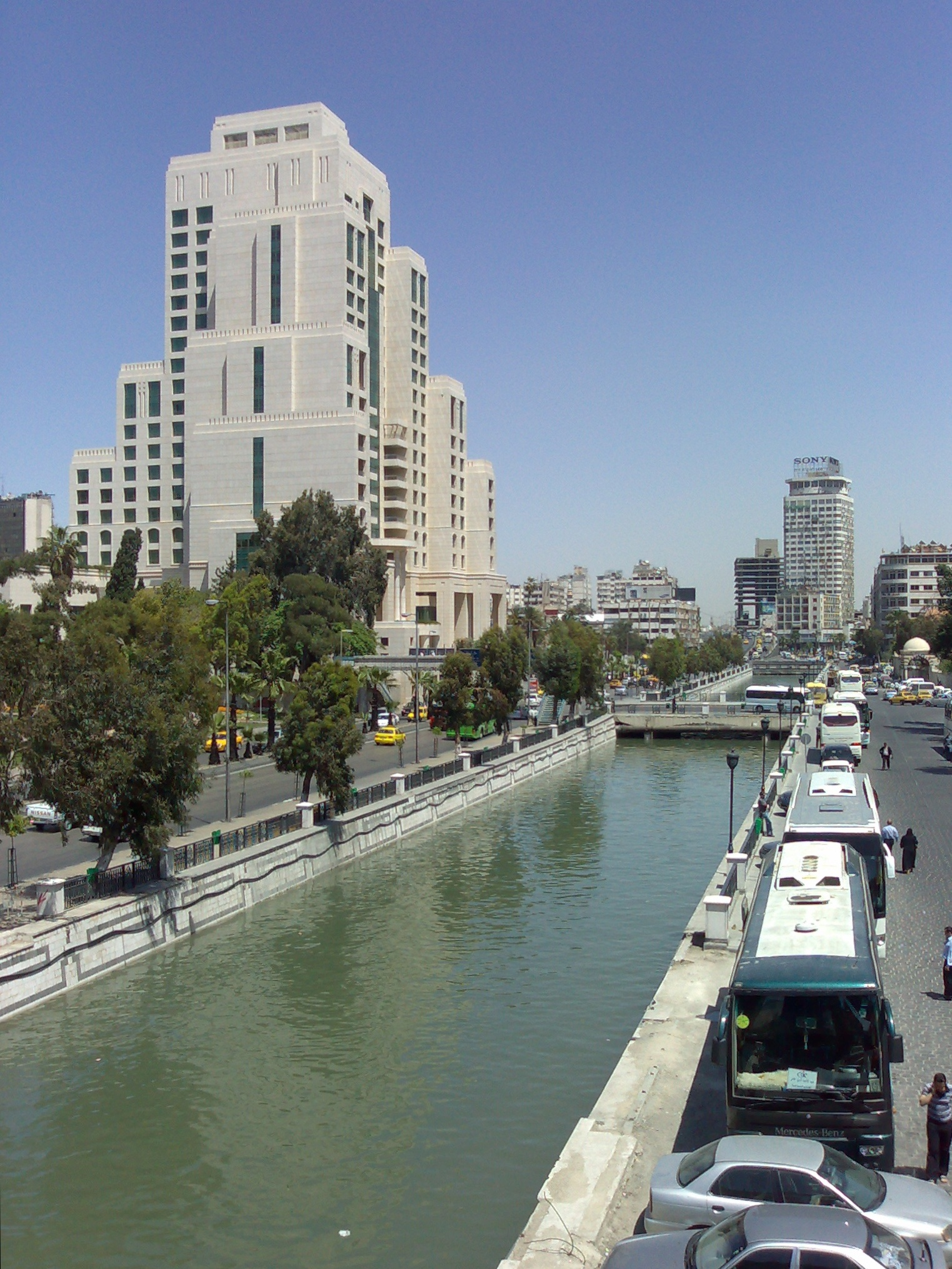
Ріка Барада, квітень 2009
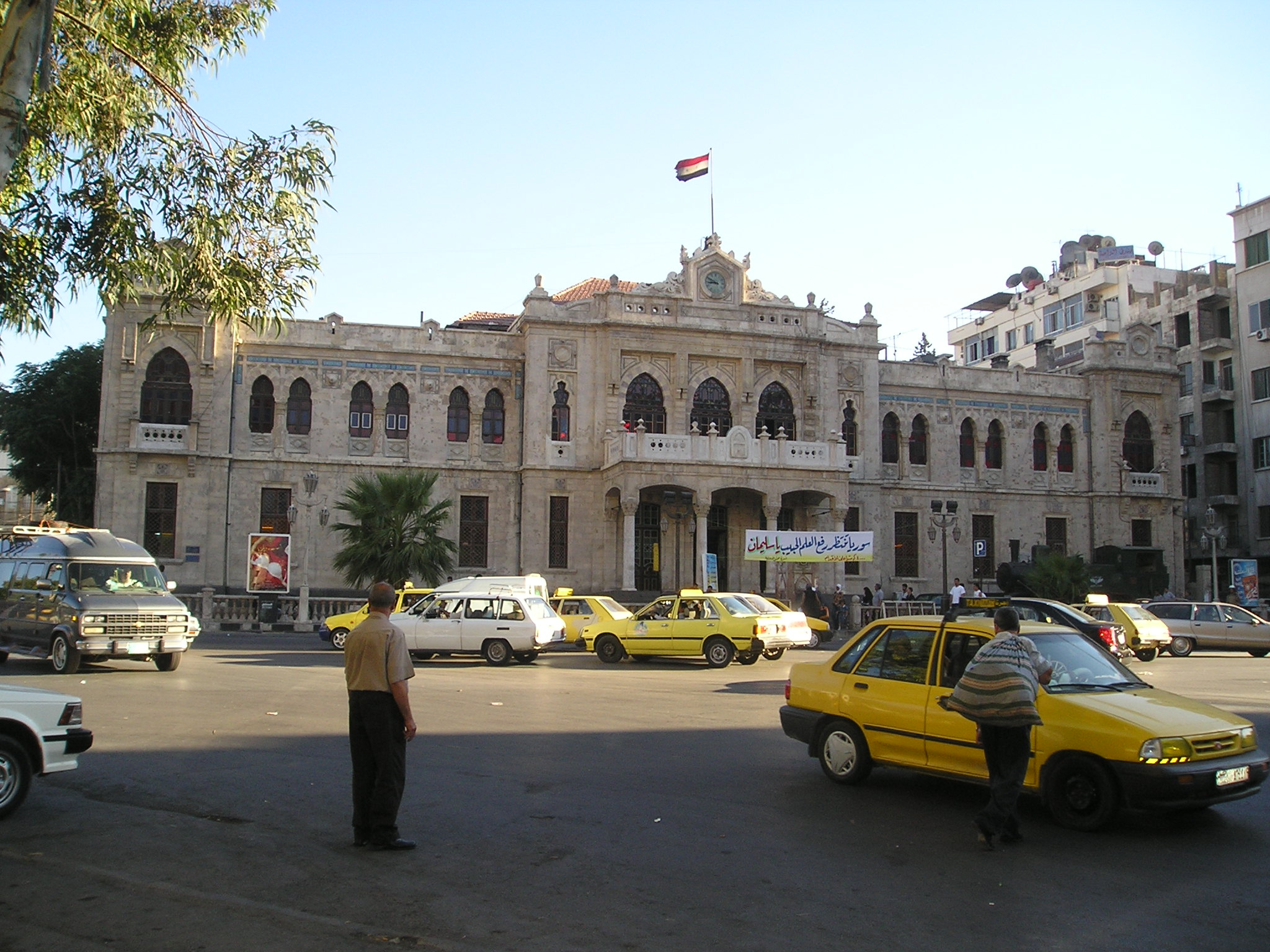
Залізнична станція
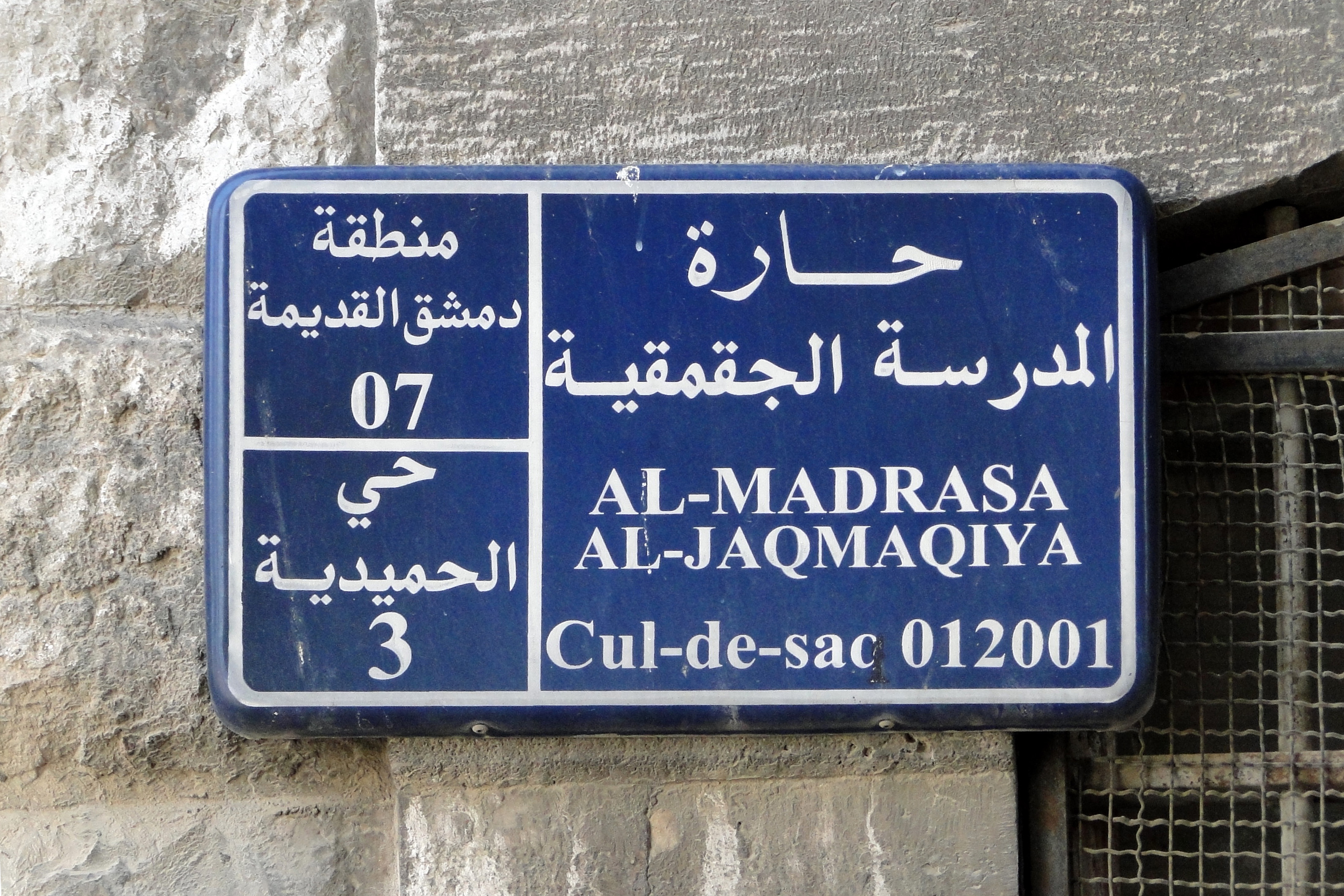
Вуличні знаки